# Персеполь

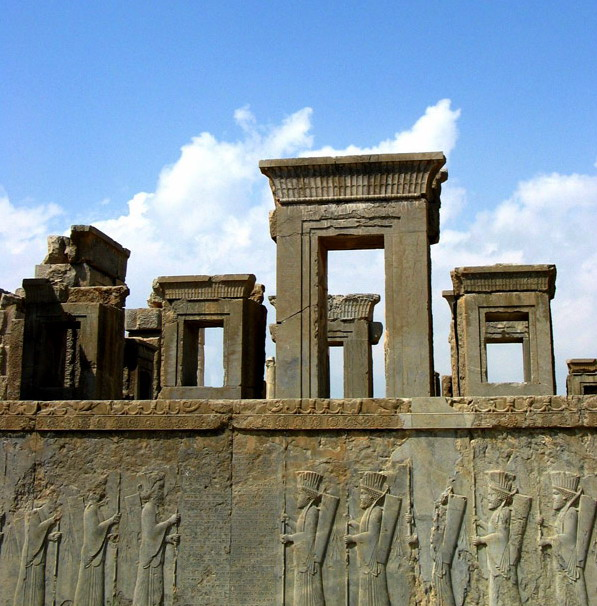
Руины Тачары в Персеполе

Персе́поль (Персе́полис, др.-греч. Περσέπολις, «город персов», др-перс. 𐎱𐎠𐎼𐎿, Pārsa), известный также как Тахт-е Джамши́д (перс. تخت جمشید‎, «трон Джамшида»), Чехель Менар (перс. چهل منار‎, «сорок колонн») и Садестун (пехл. 𐭮𐭲𐭮𐭲𐭥𐭭𐭩, «сто колонн») — древнеперсидский город на юго-западе Ирана, возникший в VI—V веках до н. э., одна из столиц империи Ахеменидов. Захваченный Александром Македонским в 330 году до н. э., он был разрушен пожаром.
Находится на расстоянии 50 км к северо-востоку от Шираза, примерно в 900 км к югу от Тегерана. Административно входит в шахрестан Марвдашт провинции Фарс, недалеко от города Мервдешт. В Персеполе сохранились остатки дворцового комплекса, культовых сооружений и многое другое. Сейчас развалины Персеполя представляют собой огромный дворцовый комплекс площадью 135 000 м² на высокой платформе. При строительстве столицы, в отличие от многих античных городов, не использовался труд рабов; при этом строители и ремесленники поступали сюда из всех краёв Персидской империи — в том числе из Вавилонии, Ассирии, Египта и Ионии.
В пяти километрах от Персеполя находится царская гробница Накше-Рустам. Знамениты также скальные рельефы в Накше-Рустам и Накше-Раджаб. В Персеполе был водопровод и канализация. К 70 км к северо-востоку от Персеполя находится предыдущая столица Персии Пасаргады.
В Персеполе сохранились руины многих сооружений древнего периода, наиболее знаменит дворец Ападана с церемониальным залом с 72 колоннами. Персеполис — один из первых иранских объектов, внесённых в список всемирного наследия ЮНЕСКО.

## История
Пасаргады были столицей Империи Ахеменидов при Кире Великом, однако, по мнению Андре Годара и некоторых других археологов, уже Кир стал оборудовать Персеполь для новой столицы. По их мнению, город был основан около 560 до н. э., хотя древнейшие археологические памятники относятся к периоду около 515 до н. э. (а первые письменные свидетельства датируются 509 до н. э.).
Царь Дарий I перенёс сюда столицу после 520 до н. э., затеяв масштабное строительство. Вместе с тем, отдалённость и труднодоступность города делали его менее подходящим для руководства крупной империей, чем прочие столицы — Сузы, Экбатана и Вавилон.
Работы над Персеполем велись параллельно со строительством Дворца Суз. Дарий приказал построить большой зал Ападана и Зал совета (Трипилон или «Тройные ворота»), а также главную имперскую сокровищницу. Они были завершены во времена правления его сына Ксеркса I. Дальнейшее строительство зданий на террасе продолжалось до падения державы Ахеменидов.
Строительство в Персеполе можно разделить на пять этапов, соотносящихся с правлением следующих императоров:
1. Дарий (518—490 до н. э.): Терраса, Ападана, стены;
2. Дарий и Ксеркс I (490—486 до н. э.): Тачара (жилой дворец), сокровищница, восточная и северная лестницы, Врата всех народов;
3. Ксеркс (486—465 до н. э.): Дворец Ксеркса, гарем, Трипилон, дворец D;
4. Артаксеркс I (465—424 до н. э.): Стоколонный зал, дворец Артаксеркса, гарнизон;
5. Артаксеркс II, Артаксеркс III, Дарий III (424—330 до н. э.): гробница Артаксеркса II, дворец Артаксеркса III, 32-колонный зал, гробница Артаксеркса III, незаконченные врата и гробница.

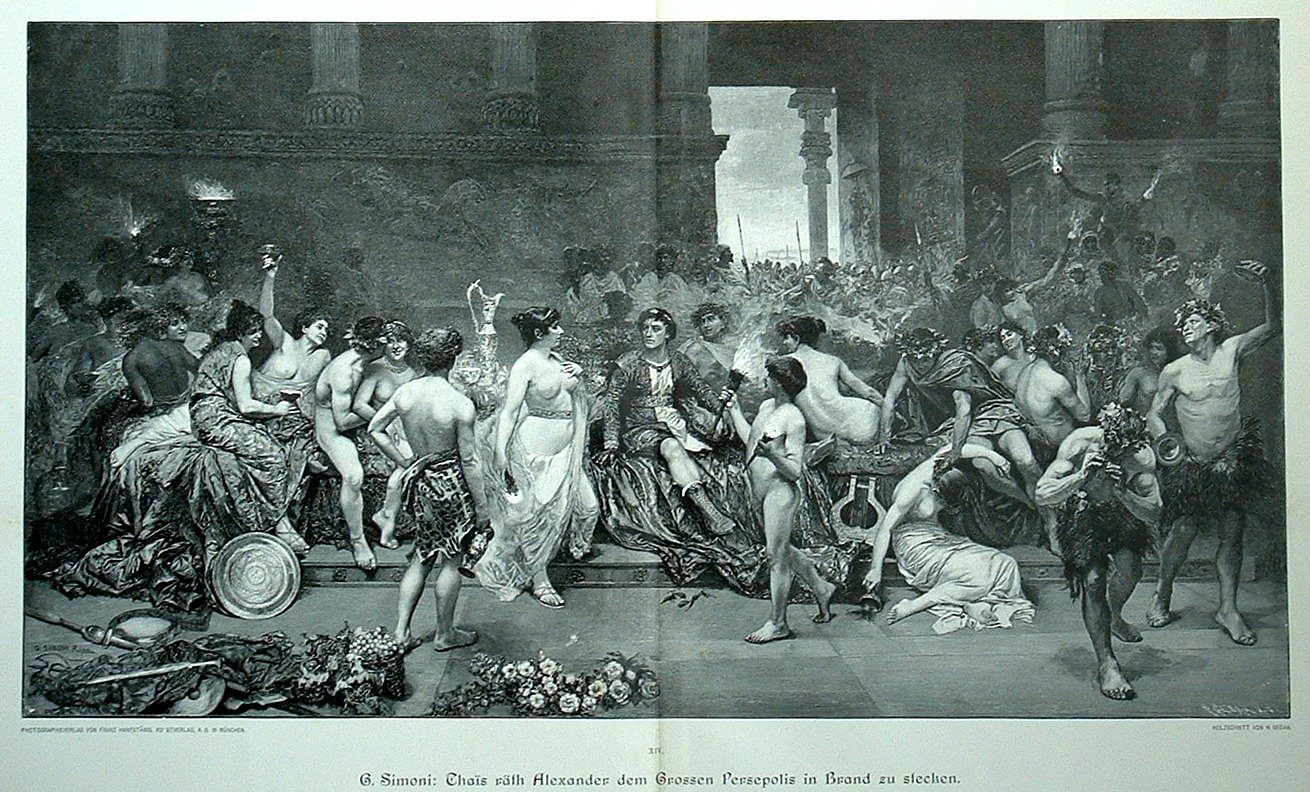
Александр Македонский с гетерами в захваченном Персеполе. Рисунок Г. Симони

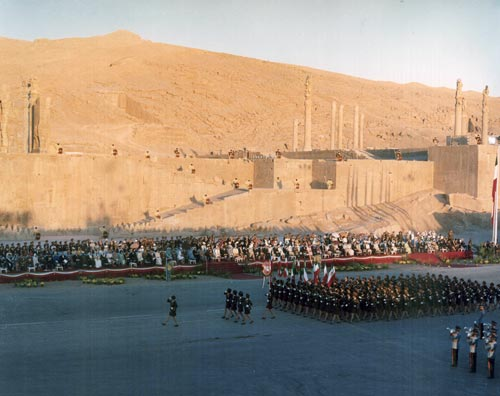
Торжества к 2500-летию Персидской империи в Персеполе

Александр Македонский занял город в 330 до н. э. молниеносным ударом с гор, а через несколько месяцев он разрешил войскам грабить город. Восточный дворец Ксеркса подожгла Таис Афинская, и пожар распространился на весь город. Предполагают, что акция была местью за сожжение Акрополя во время греко-персидских войн. Были уничтожены драгоценные экземпляры Авесты, написанные на бычьих шкурах золотыми чернилами.
В 318 до н. э. Персеполь был столицей Персии как провинции Македонской империи (Диодор, xix, 21 seq., 46). Однако город потерял своё могущество.
В 200 до н. э. возвысился город Истахр (Стахр) в пяти километрах к северу от Персеполя, где находилась резиденция сасанидского сатрапа. Истахр стал духовным центром зороастризма и хранилищем Авесты. Позднее Истахр какое-то время был столицей империи Сасанидов.
Истахр был разрушен во время арабского завоевания, некоторое время использовался как укреплённая крепость.
Между XIV и XVIII веками руины Персеполя стали объектом интереса европейских путешественников. Первым в их ряду стал Одорик Фриульский в 1318 году по пути в Китай. Через 150 лет здесь побывал другой венецианский подданный Иосафат Барбаро. Испанский дипломат Гарсиа де Сильва Фигероа, отправленный ко двору шаха Аббаса I, в 1619 году посетил Персеполь и оставил перевод ряда греческих надписей. В 1621 году Пьетро делла Валле первым из европейцев скопировал клинописные надписи.
С 12 по 16 сентября 1971 года в Персеполе в присутствии шаха Мохаммед Реза Пехлеви и иностранных гостей пышно отпразднована 2500-летняя годовщина иранской монархии, приуроченная к году смерти Кира II как основателя Персидского государства.

## Состав комплекса

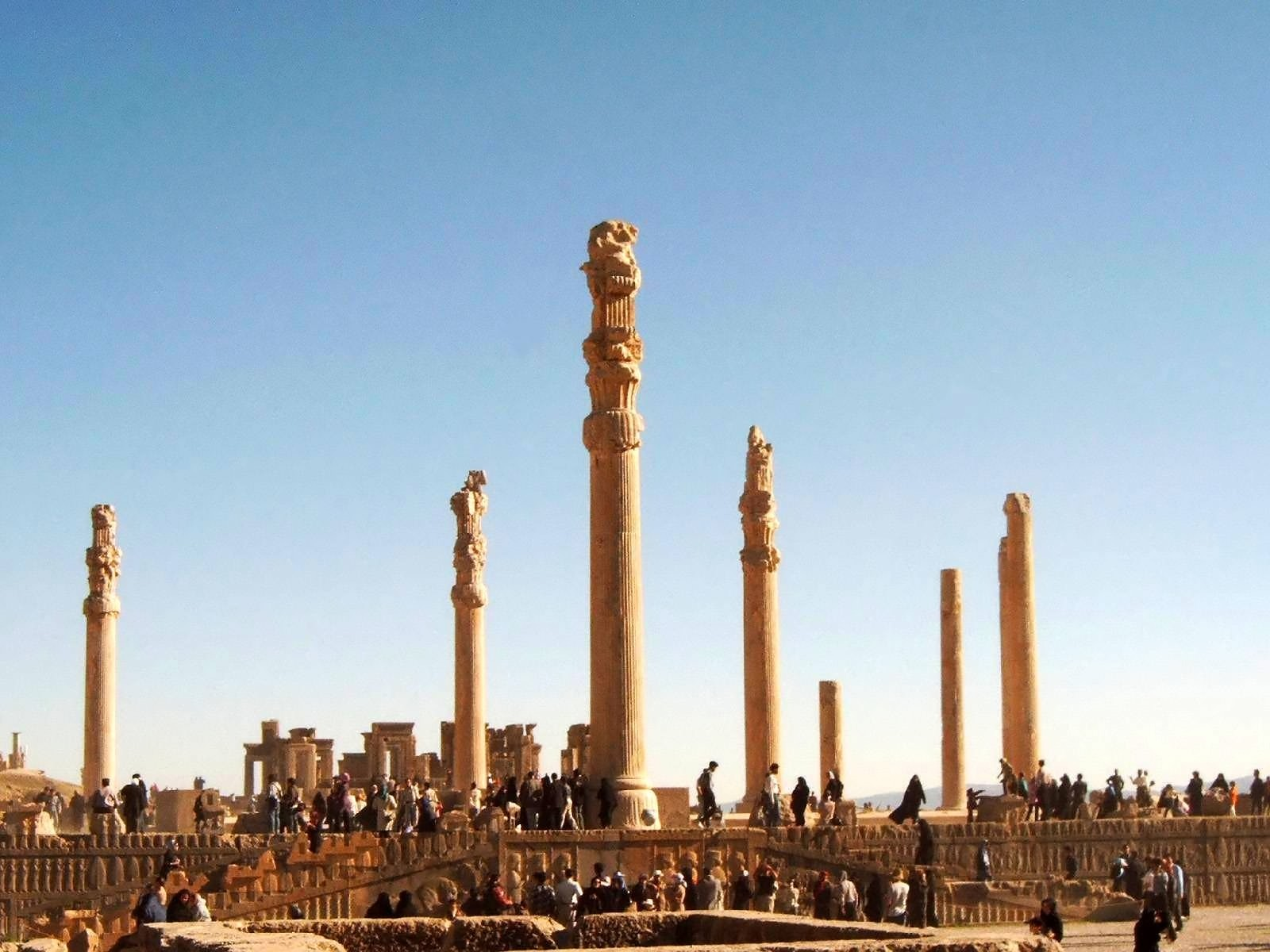
Ападана

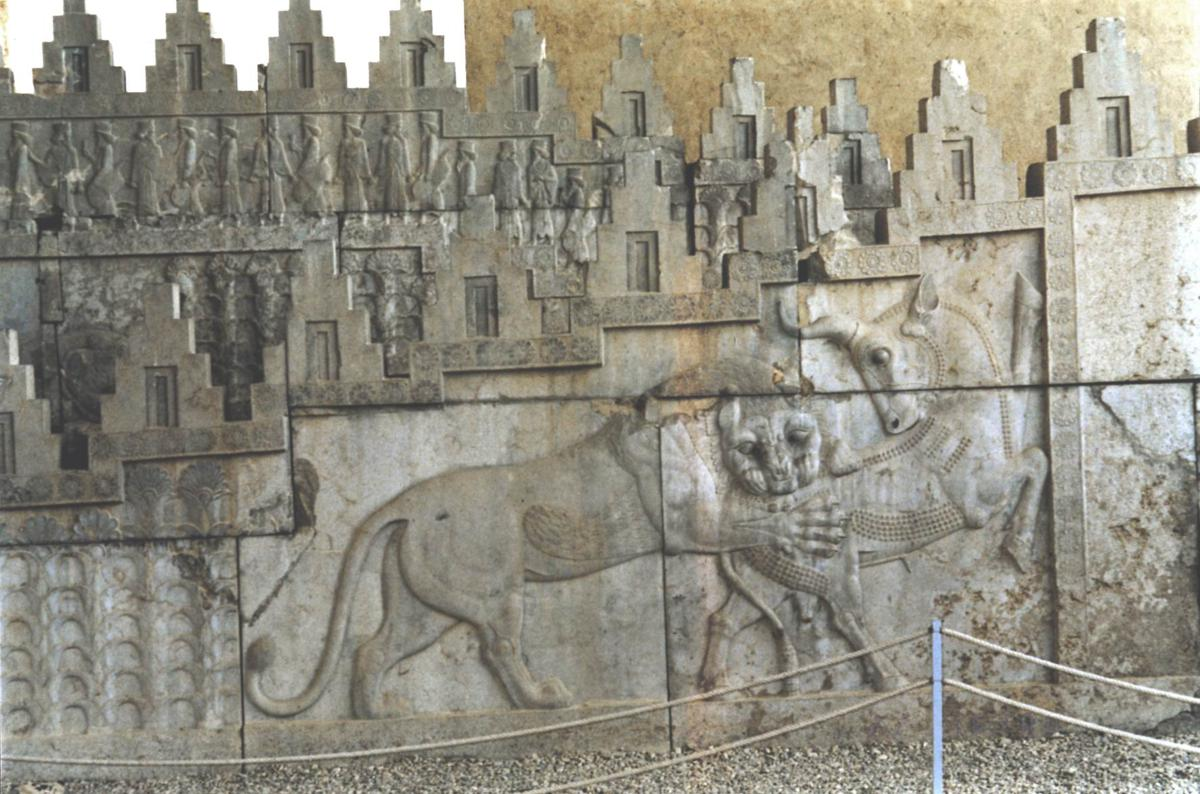
Персеполь, барельеф на парадной лестнице

### Ападана
Центр комплекса — Ападана Дария, приподнятая над террасой на четыре метра. К ней ведут две парадные лестницы, настолько пологие, что по ним можно было проехать на колесницах. Главная ценность этих лестниц и всей террасы Ападаны — рельефы, высеченные на каменных плитах. По внешней стороне лестницы они изображают торжественное шествие царской гвардии, а по внутренней — шествие слуг, несущих баранов, сосуды, бурдюки с вином. Такое же действие запечатлено и на рельефах самой Ападаны: здесь в процессию выстроены представители покорённых народов.
Многие исследователи давно считают, что процессии данников, украшающие лестницы Ападаны, буквально воспроизводят некое ежегодное мероприятие, возможно, приуроченное к празднованию Нового года. У восточной двери Ападаны изображён восседающий на троне царь царей Дарий I, за ним стоит наследник престола Ксеркс.
Сама ападана представляла собой большой зал, окружённый вестибюлями. Крыша сооружения, вероятно, была деревянной и поддерживалась семьюдесятью двумя каменными колоннами, тринадцать из которых сохранились.

### Трипилон и Стоколонный зал
За Ападаной Приблизительно в центре террасы находился Трипилон, вероятно, главный парадный зал в Персеполе. Его лестница украшена рельефными изображениями сановников, на его восточных воротах имелся ещё один рельеф, изображающий Дария I на троне и наследника Ксеркса. Далее располагалось огромное помещение, названное археологами Залом ста колонн, по количеству найденных оснований колонн. По бокам северного портика стояли большие каменные быки, восемь каменных ворот были украшены сценами из царской жизни и сражений царя с демонами. Оба парадных помещения — Ападана и Зал ста колонн — почти квадратной формы; к зданиям, где они расположены, сзади примыкали лабиринты сокровищниц, кладовых и жилых помещений, от которых сохранились практически только одни фундаменты.

### Тачара
Справа от ападаны находился тачара (жилой дворец) Дария I. Дворец был украшен рельефными изображениями. Во дворце имеется надпись их создателя: «Я, Дарий, великий царь, царь царей, царь стран, сын Гистаспа, Ахеменид, построил этот дворец». Сегодня от тачары остались только фундамент, каменные порталы с дверными проёмами и нижние части стен с уцелевшими барельефами.

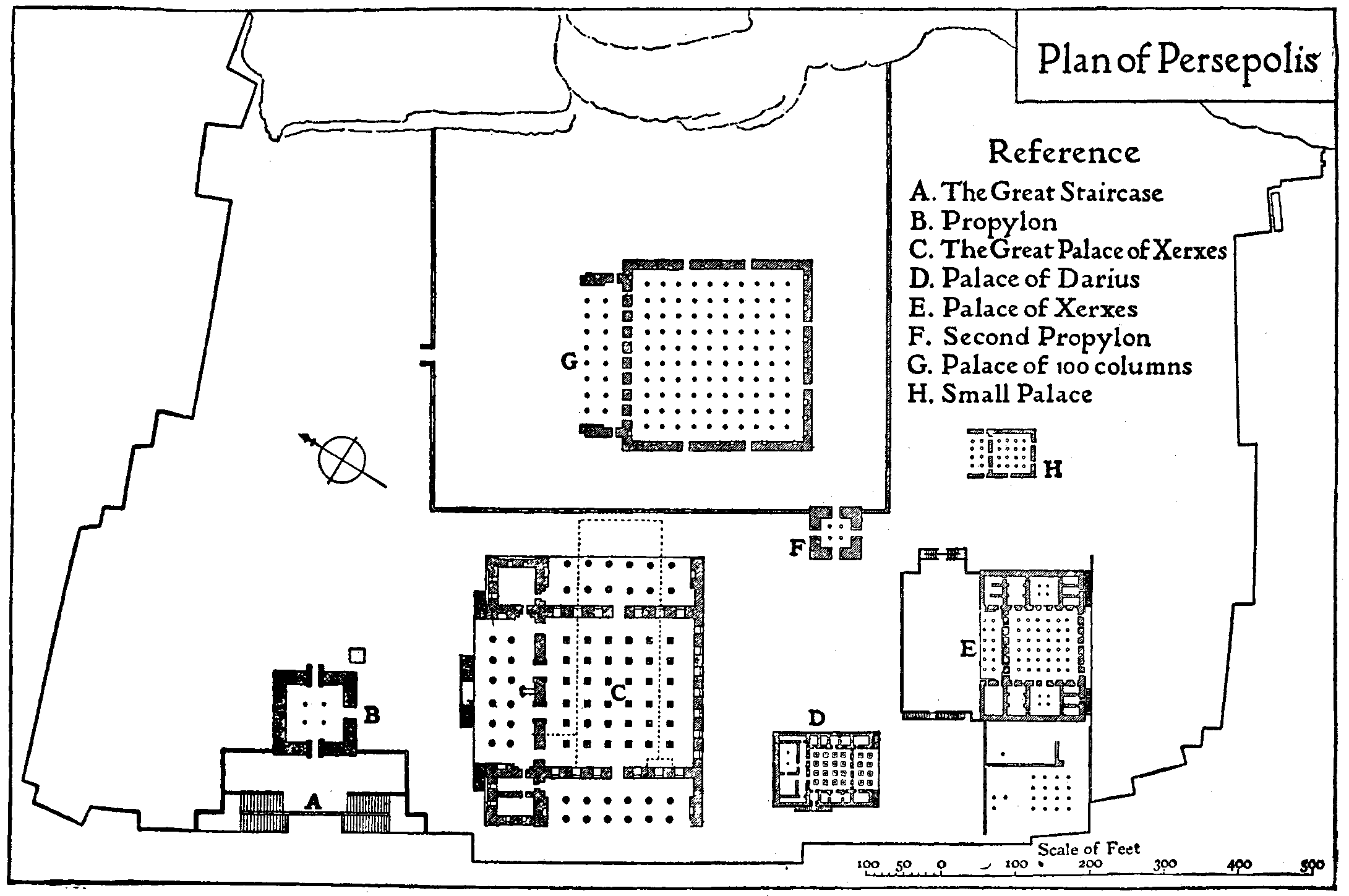
План Персеполя

### Гарем Ксеркса
В южной части платформы были дворец Ксеркса, жилые и подсобные помещения, а также царская сокровищница, украшенная рельефными изображениями Дария и Ксеркса. Интереснейшее из них — здание, названное первым персепольским археологом Эрнстом Эмилем Херцфельдом «Гаремом Ксеркса». Оно состояло из двадцати двух небольших двух- и трёхкомнатных помещений, где могли проживать женщины с малолетними детьми.

### Гробница Дария III
На окраине Персеполя учёные обнаружили гробницу Дария III, последнего царя династии Ахеменидов. Оставшаяся незавершённой, она разрушена природными условиями. Её рельефы непрорезаны и схематичны.

### Водная система Персеполя
Канализационные сети Персеполиса были одним из самых сложных в древнем мире. Персеполис построен у подножия горы Рахмат, и часто, например в начале весны город затоплялся из-за больших осадков и стоков воды от растаявшего льда и снега. Поэтому канализационные сети приобретали большое значение. Канализация использовалась для направления потока воды сверху вниз от северных областей, а также для обслуживания жителей города в их потребности в воде.

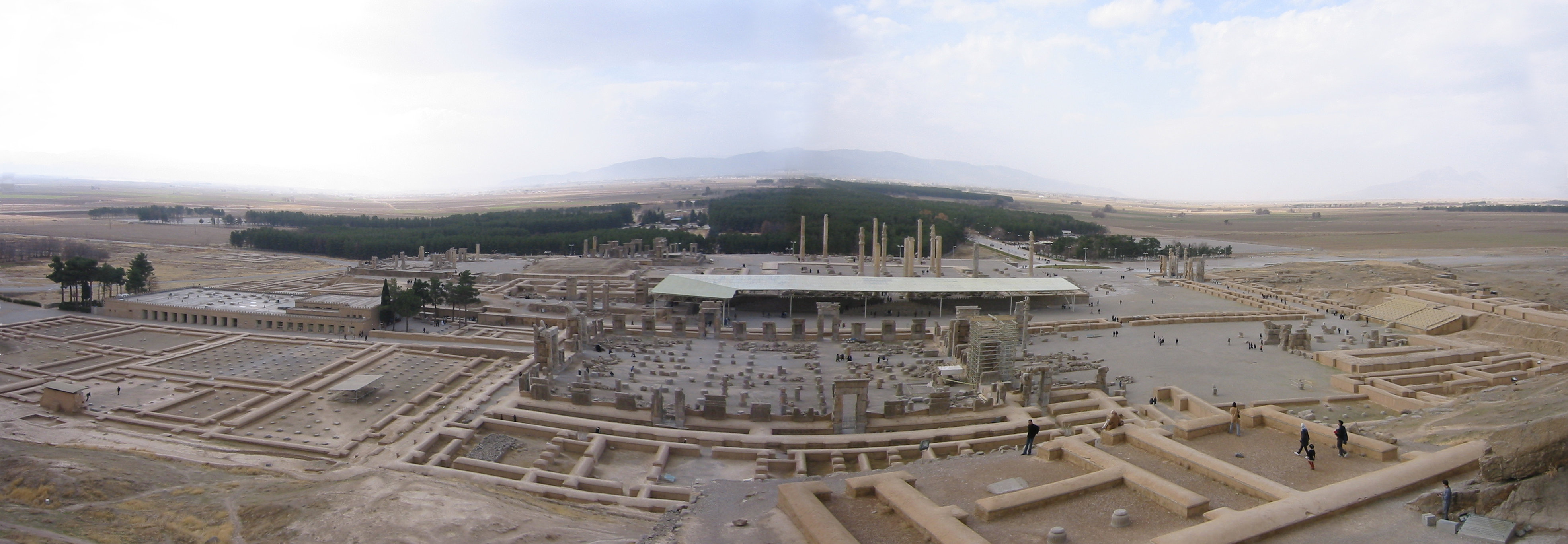
Общий вид Персеполя

## Дворец Ападана

### Монетный клад дворца Ападана
Клад Ападаны

## Галерея

Археологические исследования
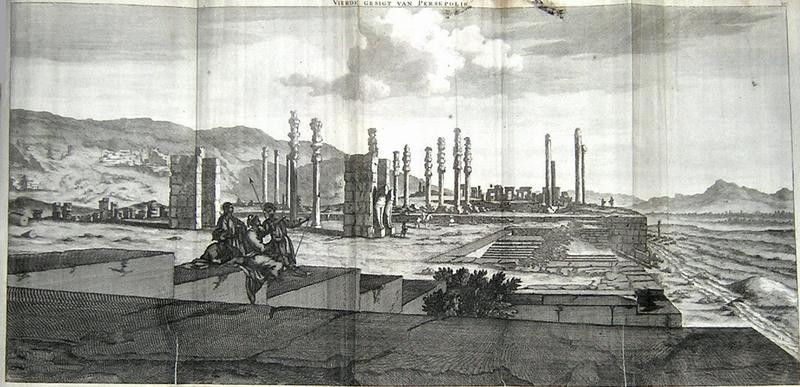
Эскиз Персеполя от 1704 г. Корнелиса де Брюйна
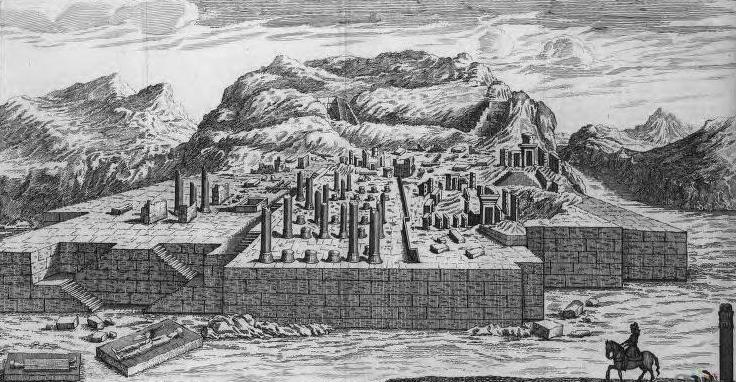
Рисунок Персеполя в 1713 году Жерара Жан-Батиста
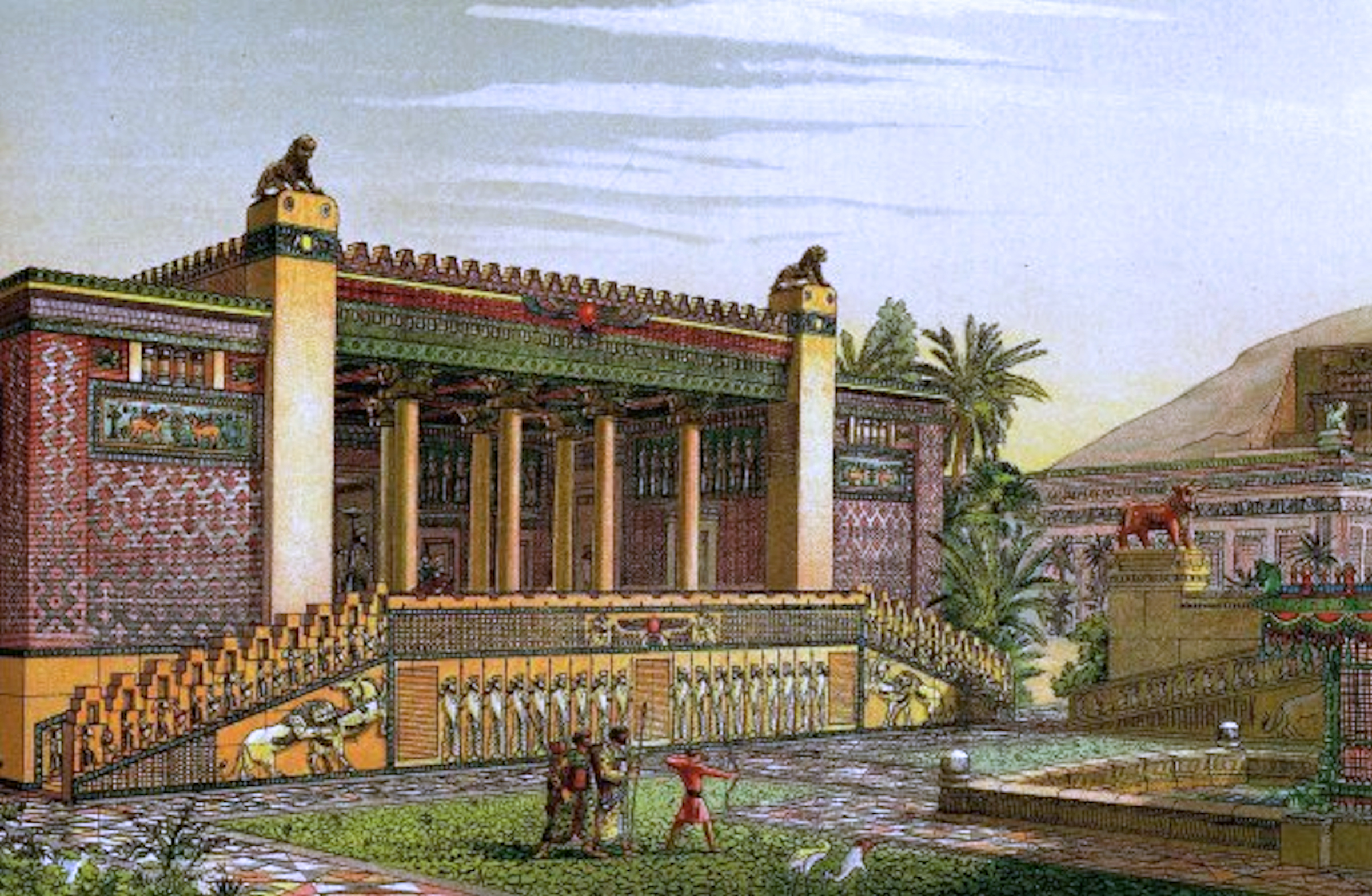
Рисунок Тачары[англ.] Шарля Шипье
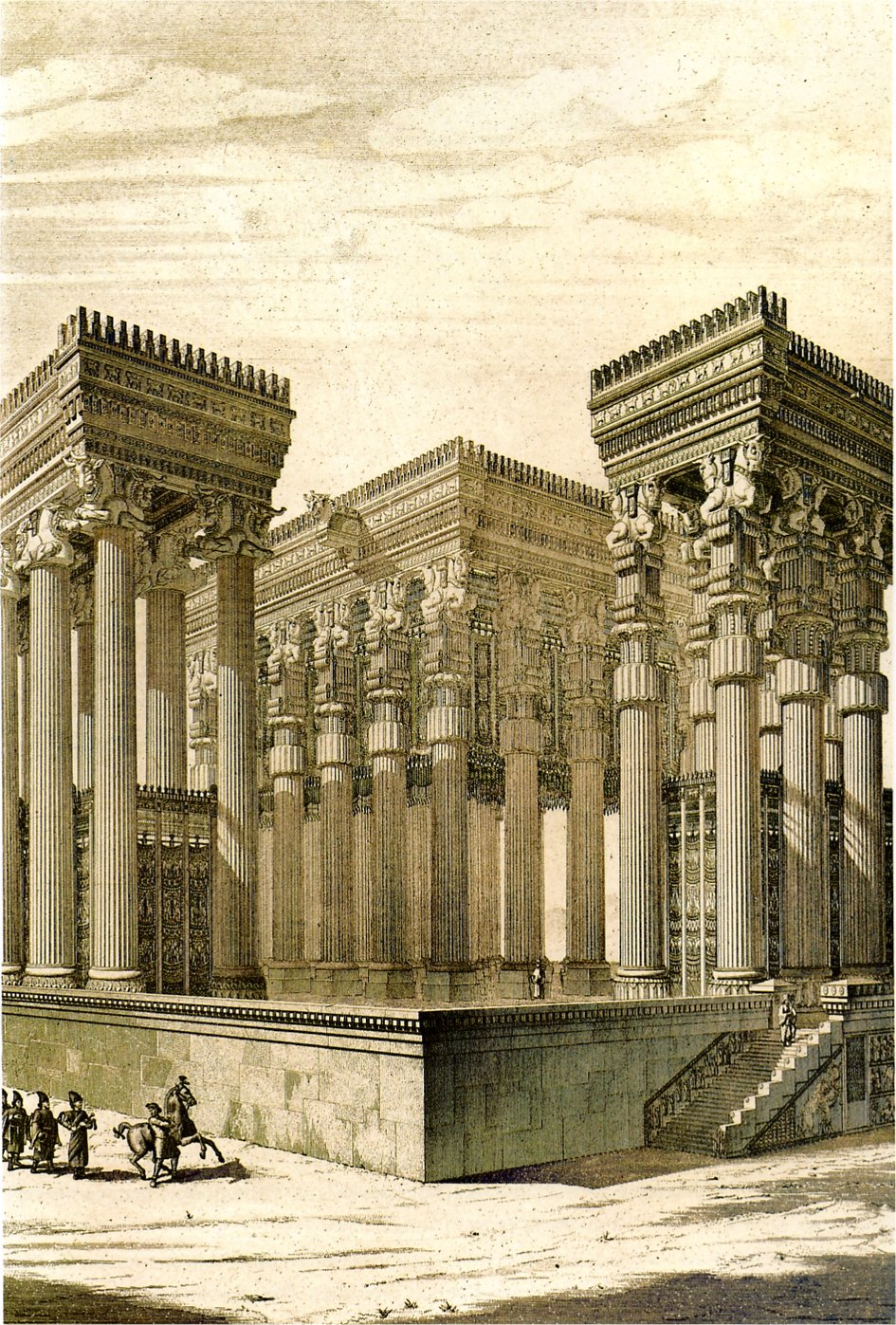
Ападана Шарля Шипье
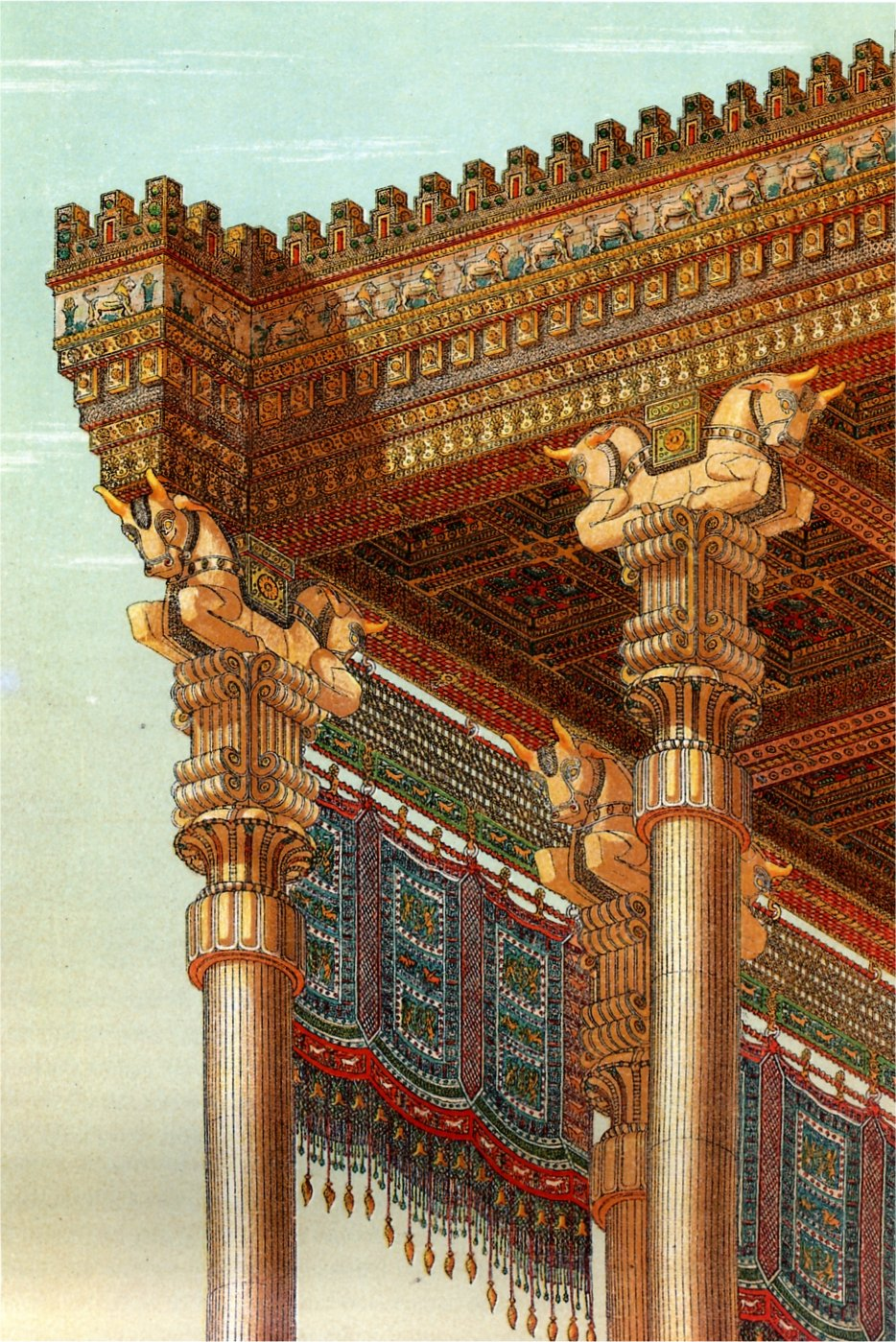
Деталь Ападаны Шарля Шипье

Руины и останки
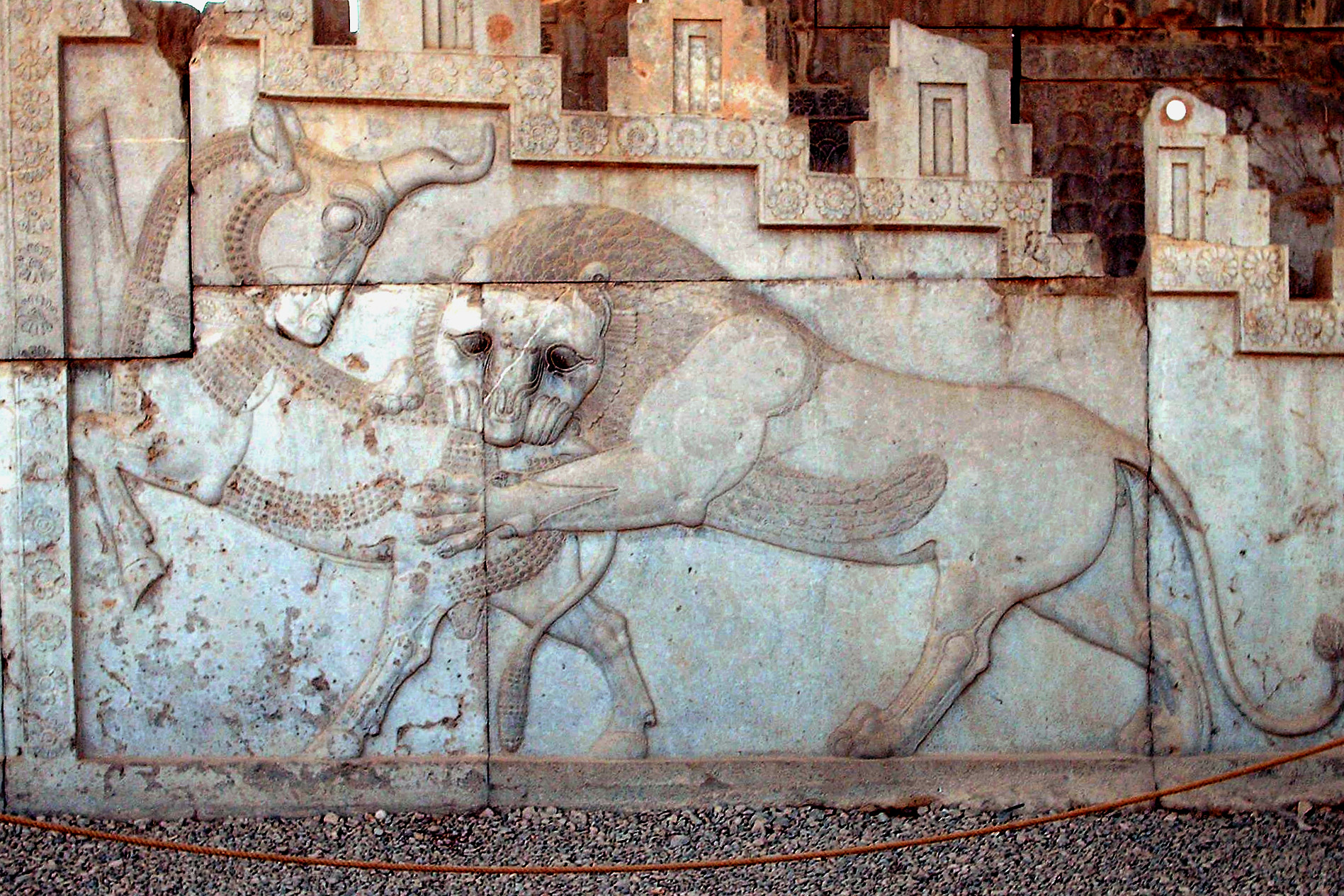
Барельеф в Персеполе, представляющий символ в зороастризме для Новруза: вечно борющийся бык (олицетворяющий луну) и лев (олицетворяющий солнце), представляющий весну
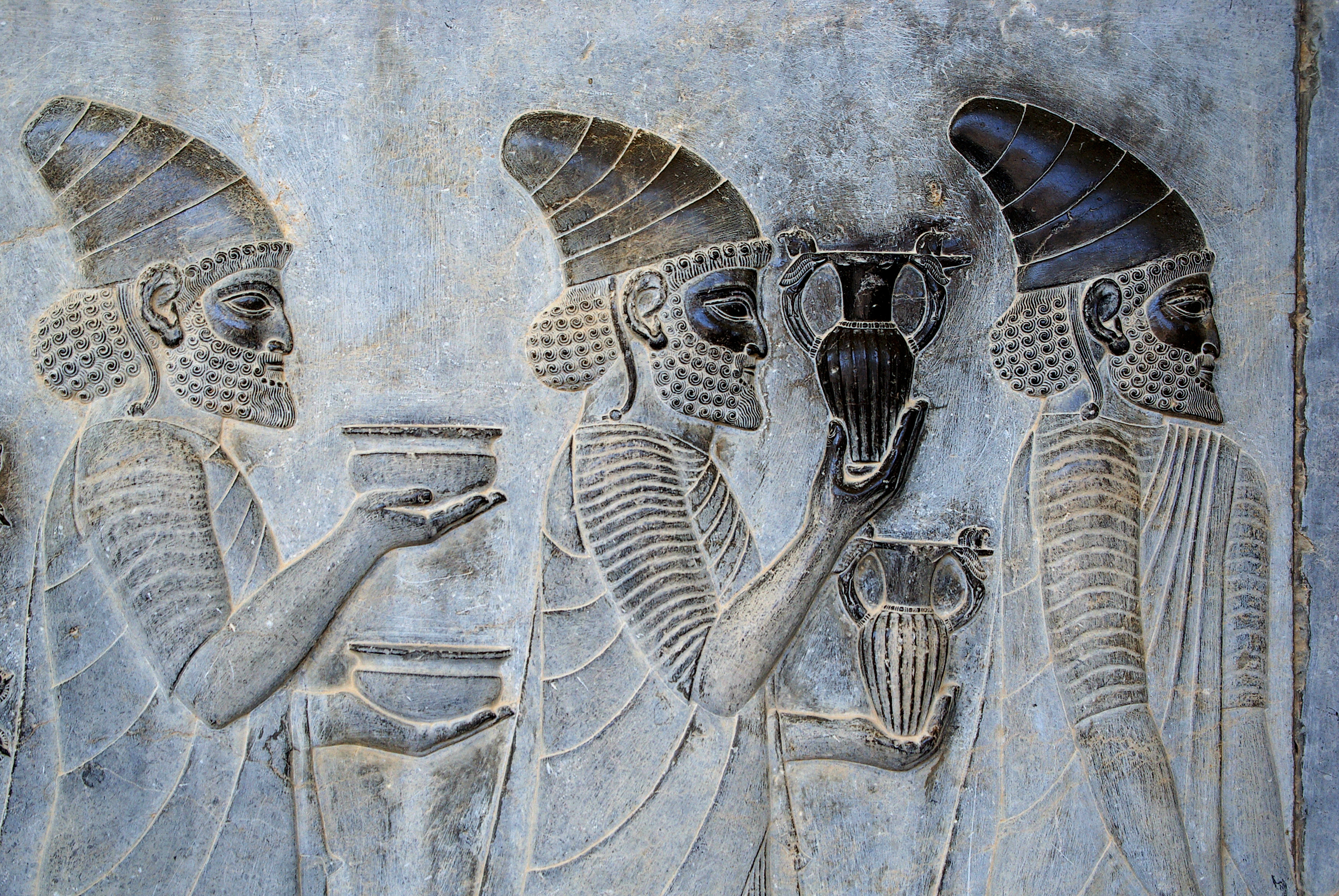
Барельеф из Ападаны с изображением армян, принесших своё знаменитое вино царю
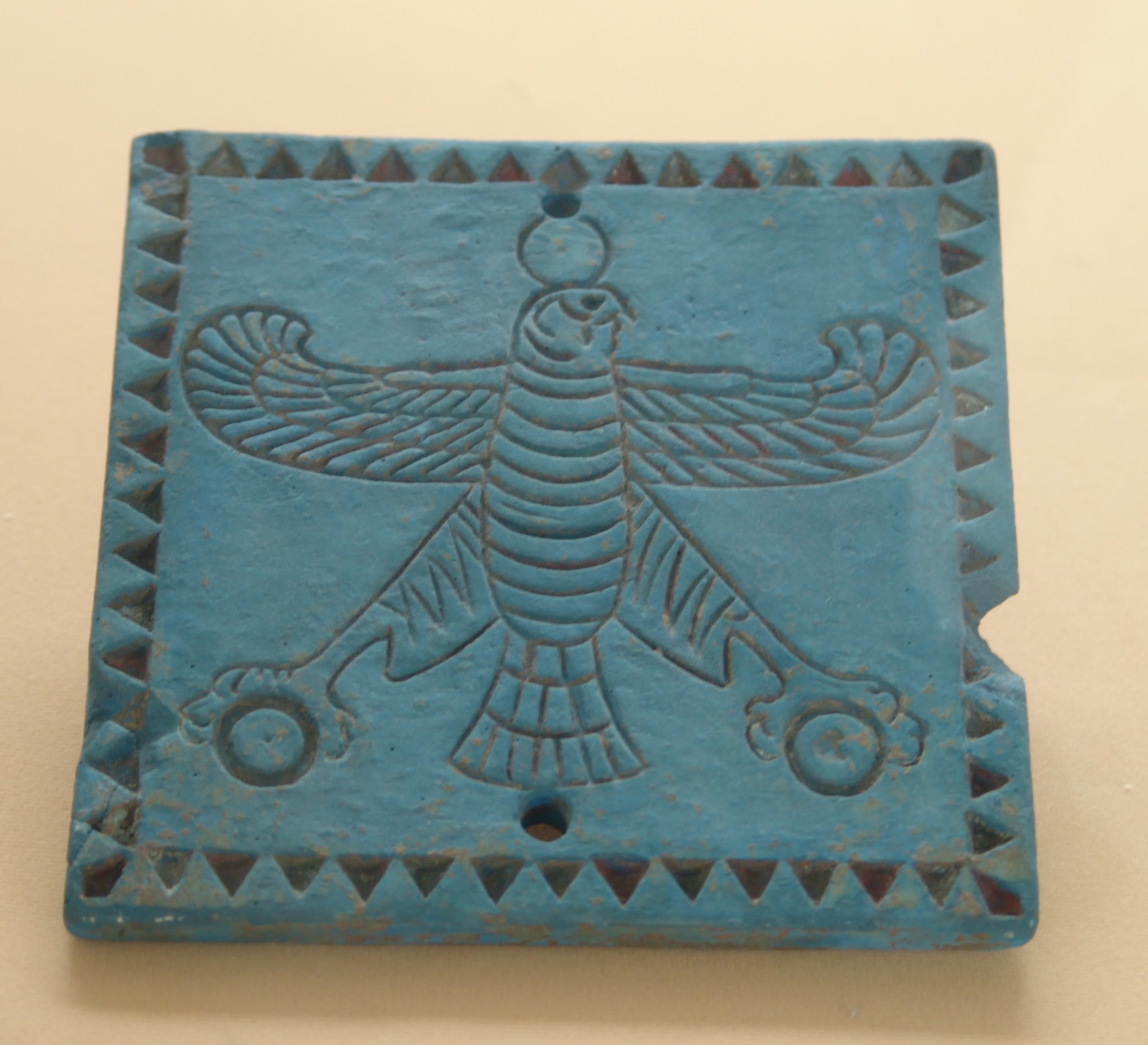
Ахеменидская доска из Персеполя, хранящаяся в национальном музее, Тегеран
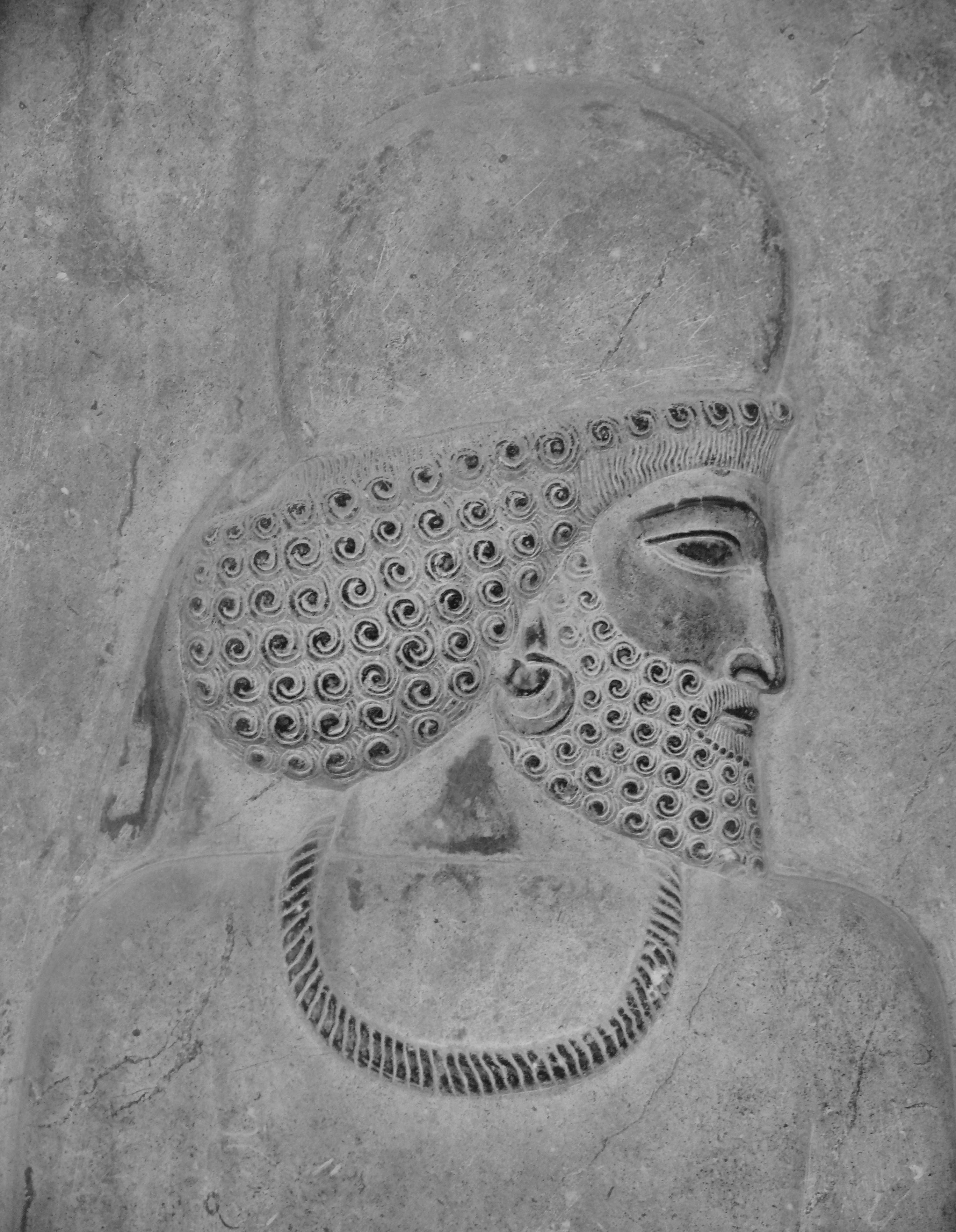
Рельеф мидийского мужчины в Персеполе
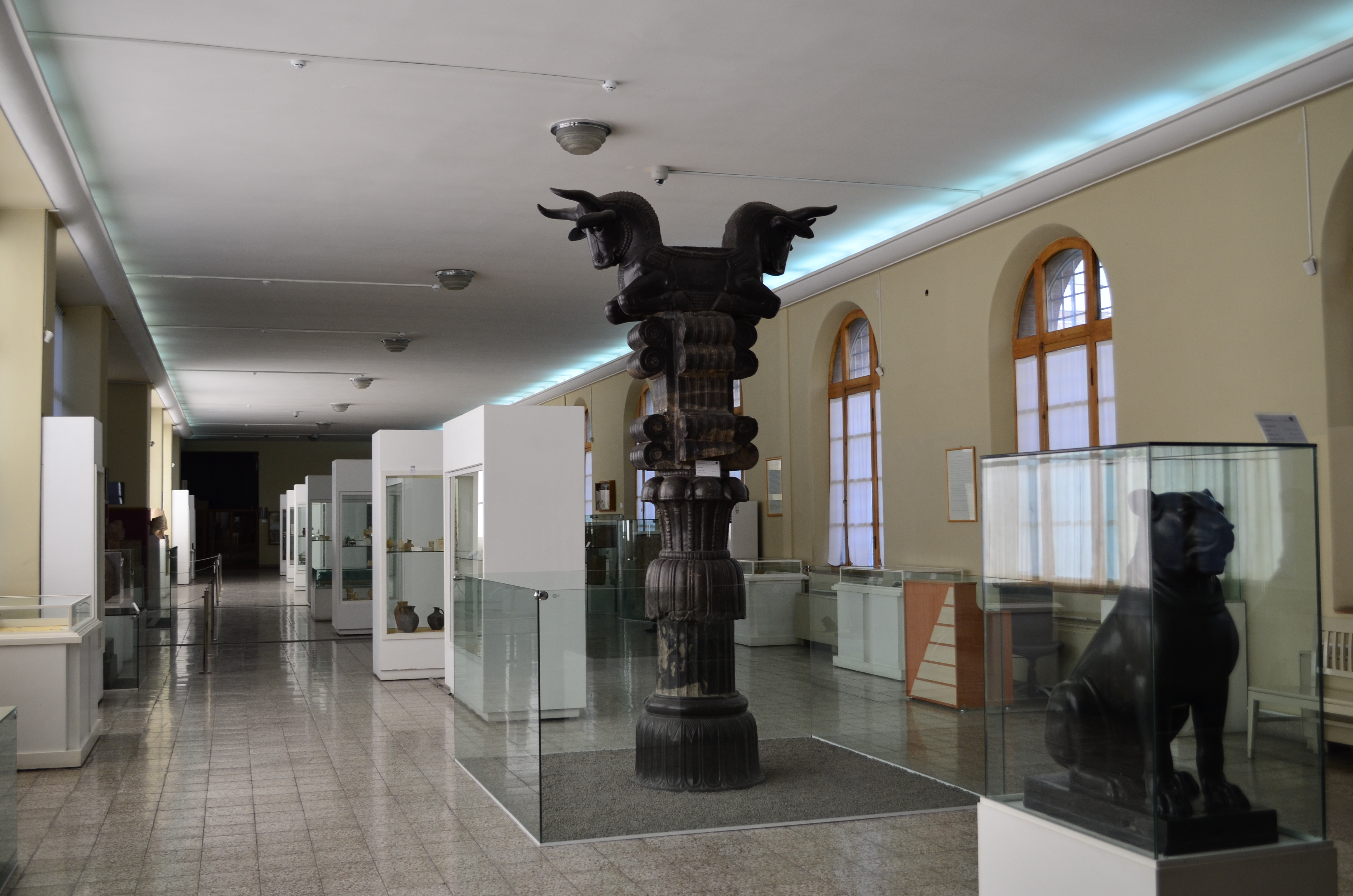
Предметы из Персеполя хранятся в национальном музее, Тегеран

Ворота Всех Наций (Врата Всех Народов)
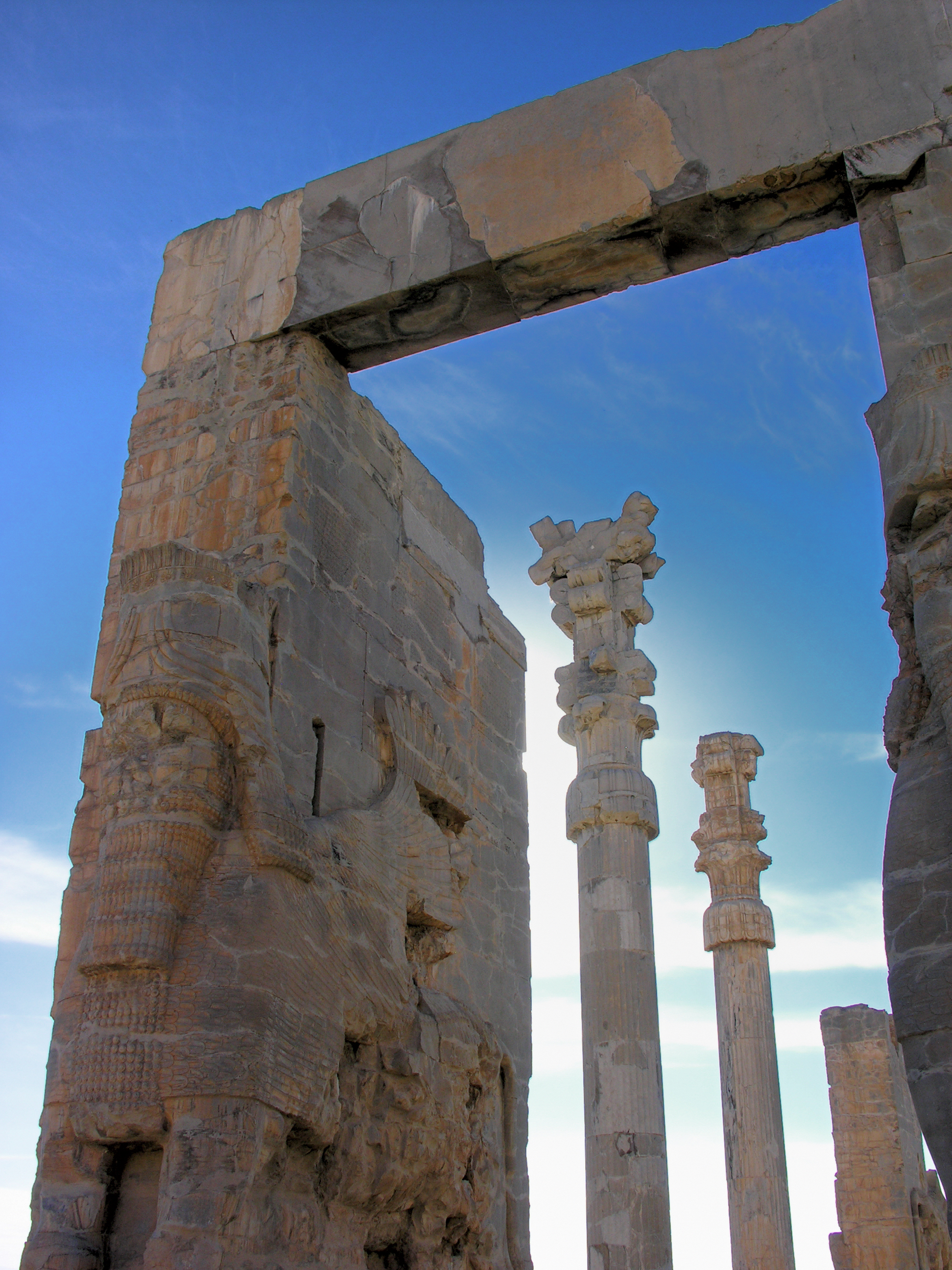
Ламассу на Воротах всех народов
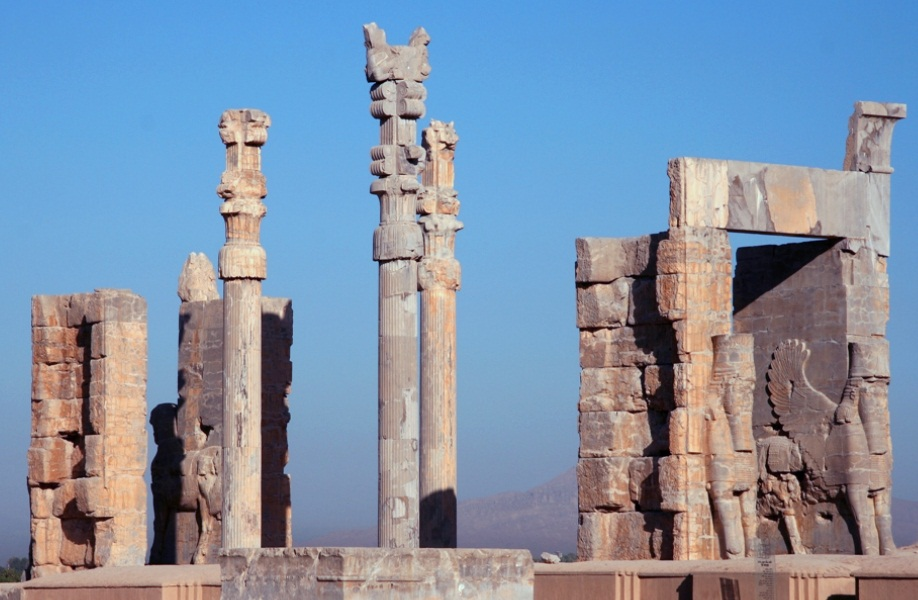
Руины Ворот всех народов, Персеполь
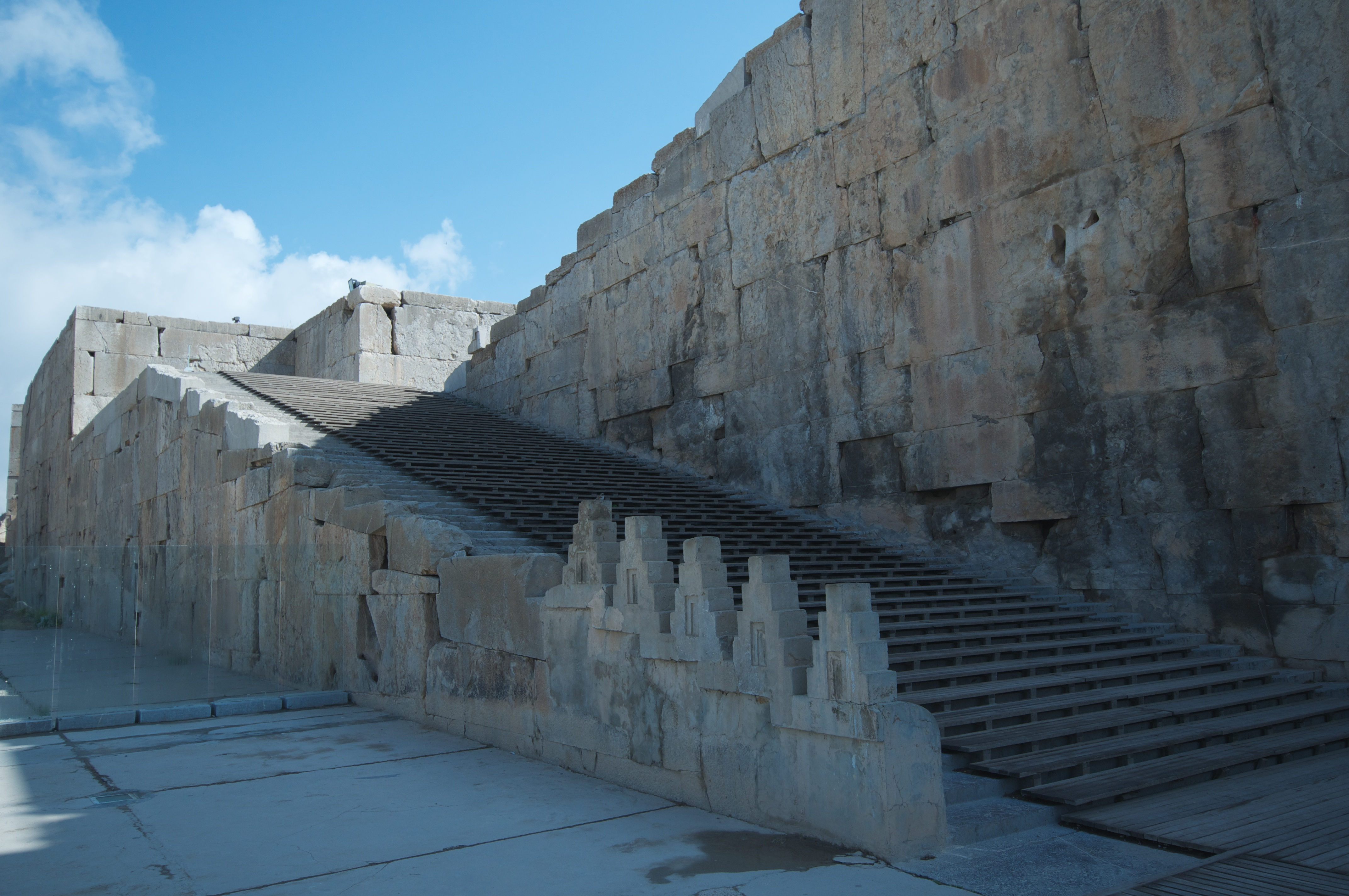
Большая двойная лестница в Персеполе
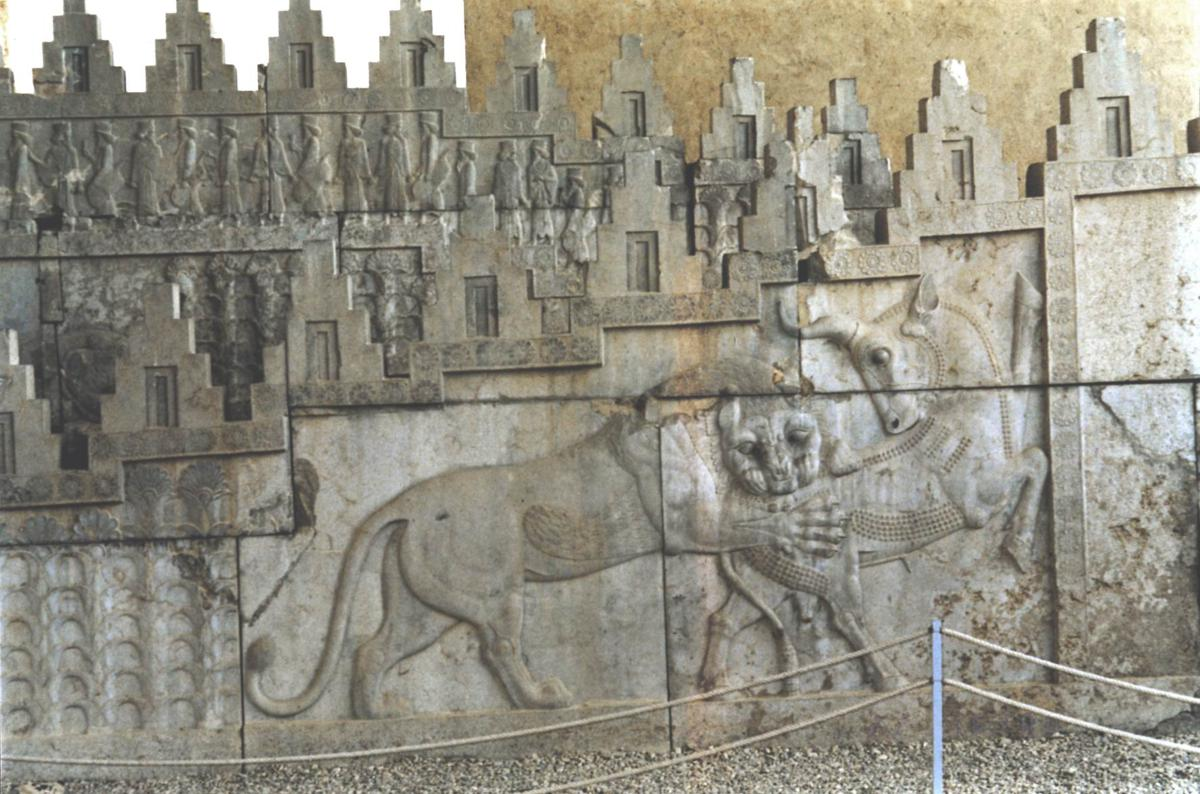
Барельеф на лестнице дворца

Ападана
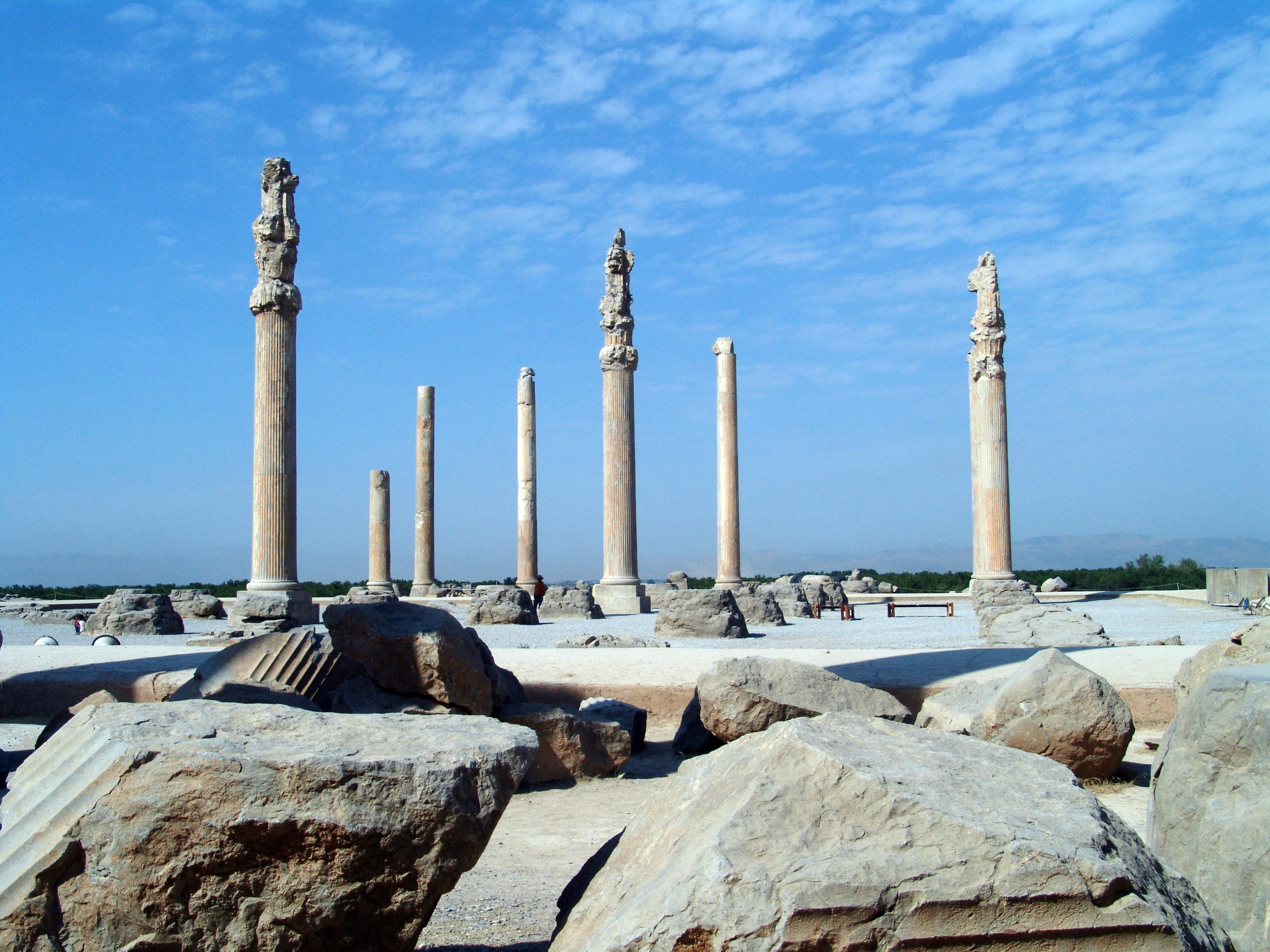
Руины Ападаны, Персеполь
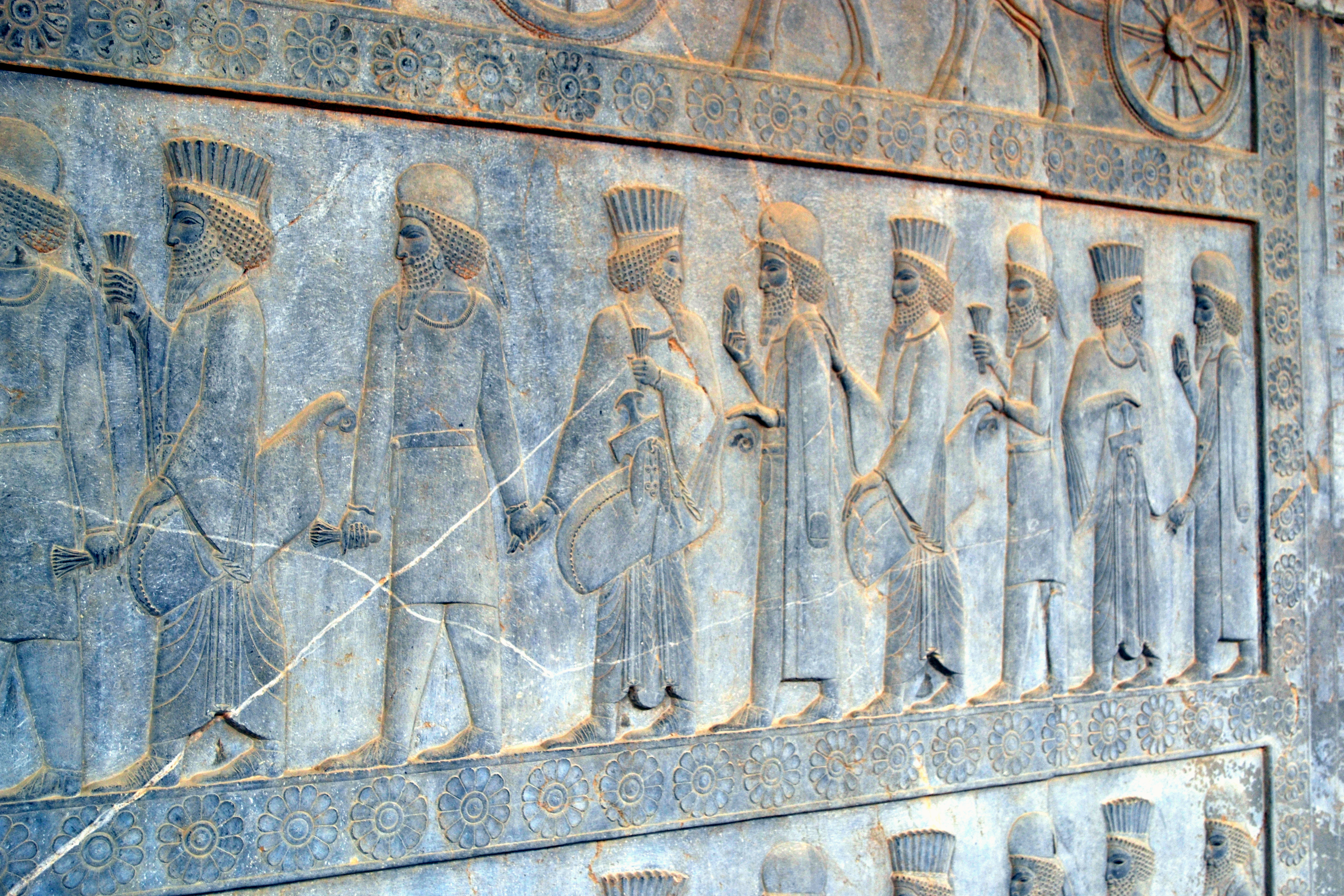
Изображение единых мидийцев и персов в Ападане, Персеполь
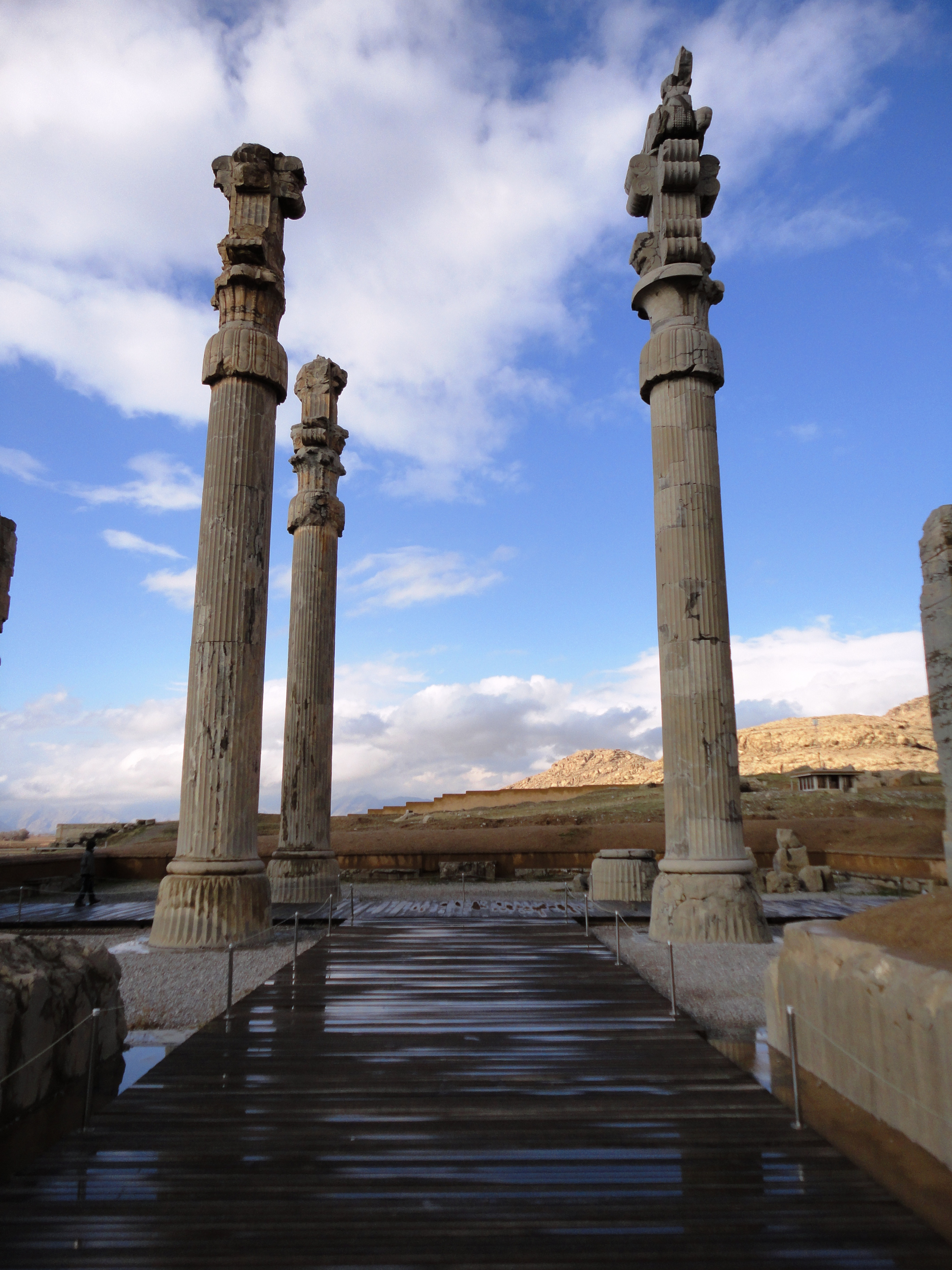
Руины колонн Ападаны
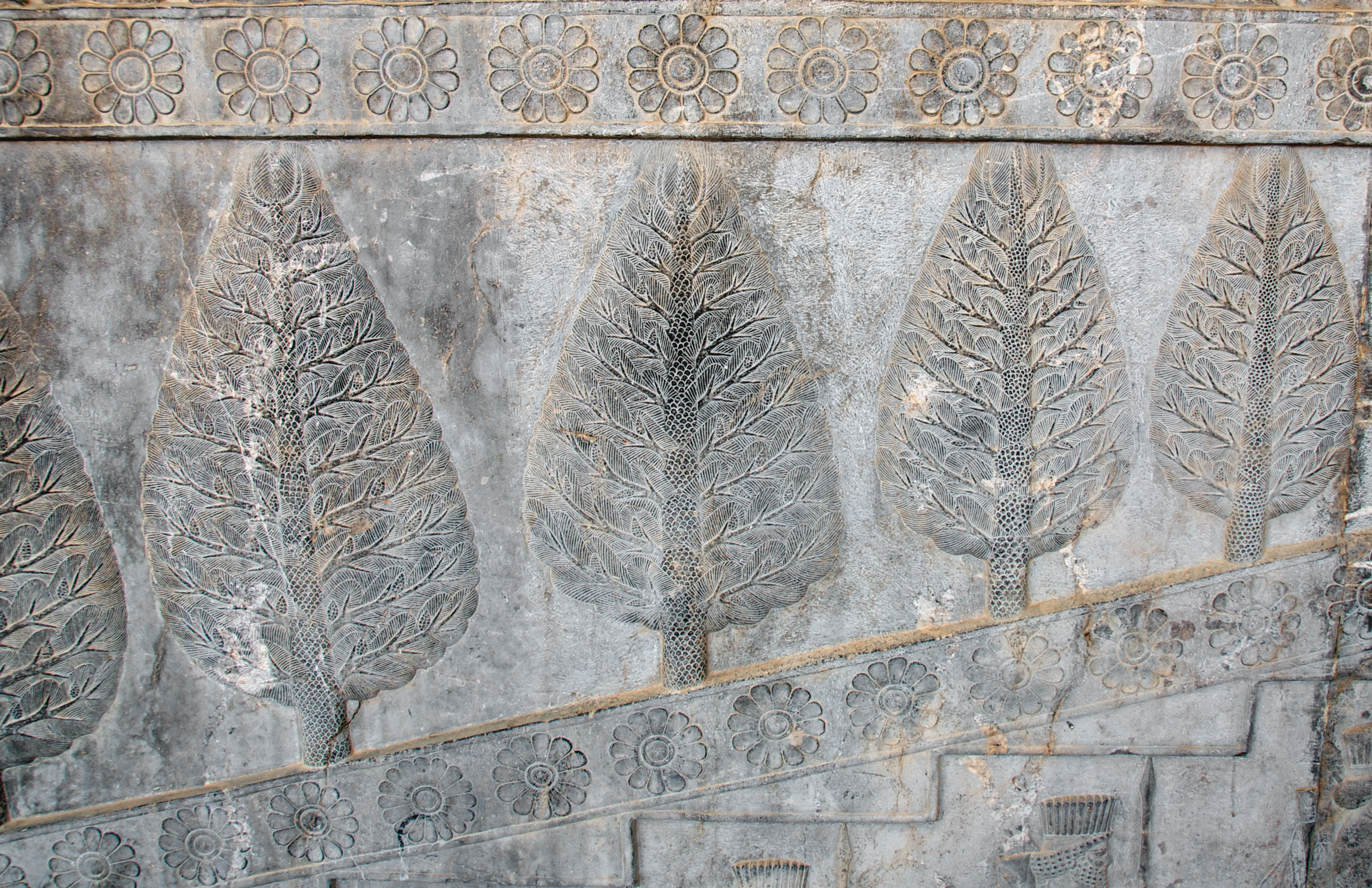
Изображение деревьев и цветов лотоса в Ападане, Персеполь
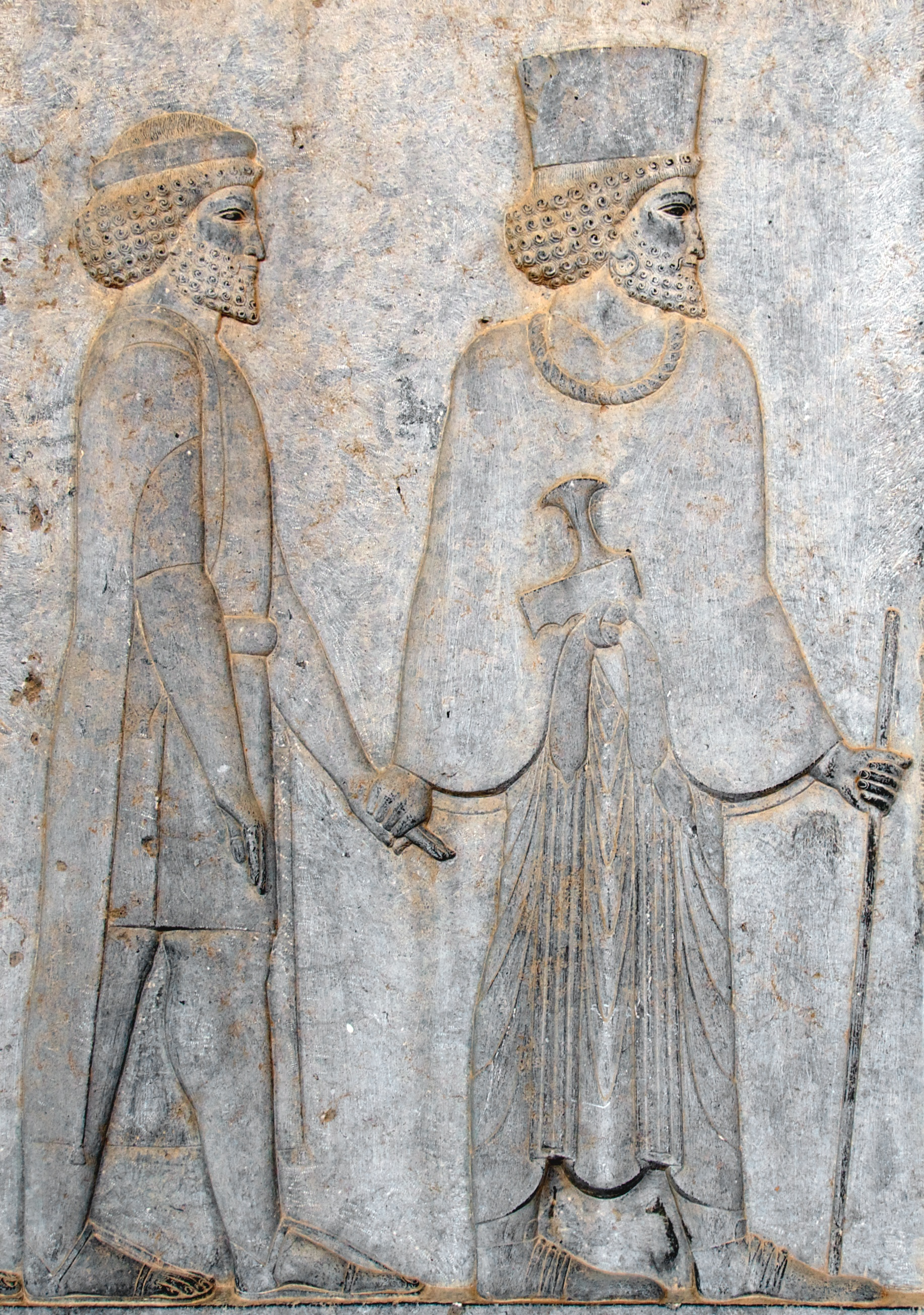
Изображение фигур в Ападане

Другие дворцы и сооружения
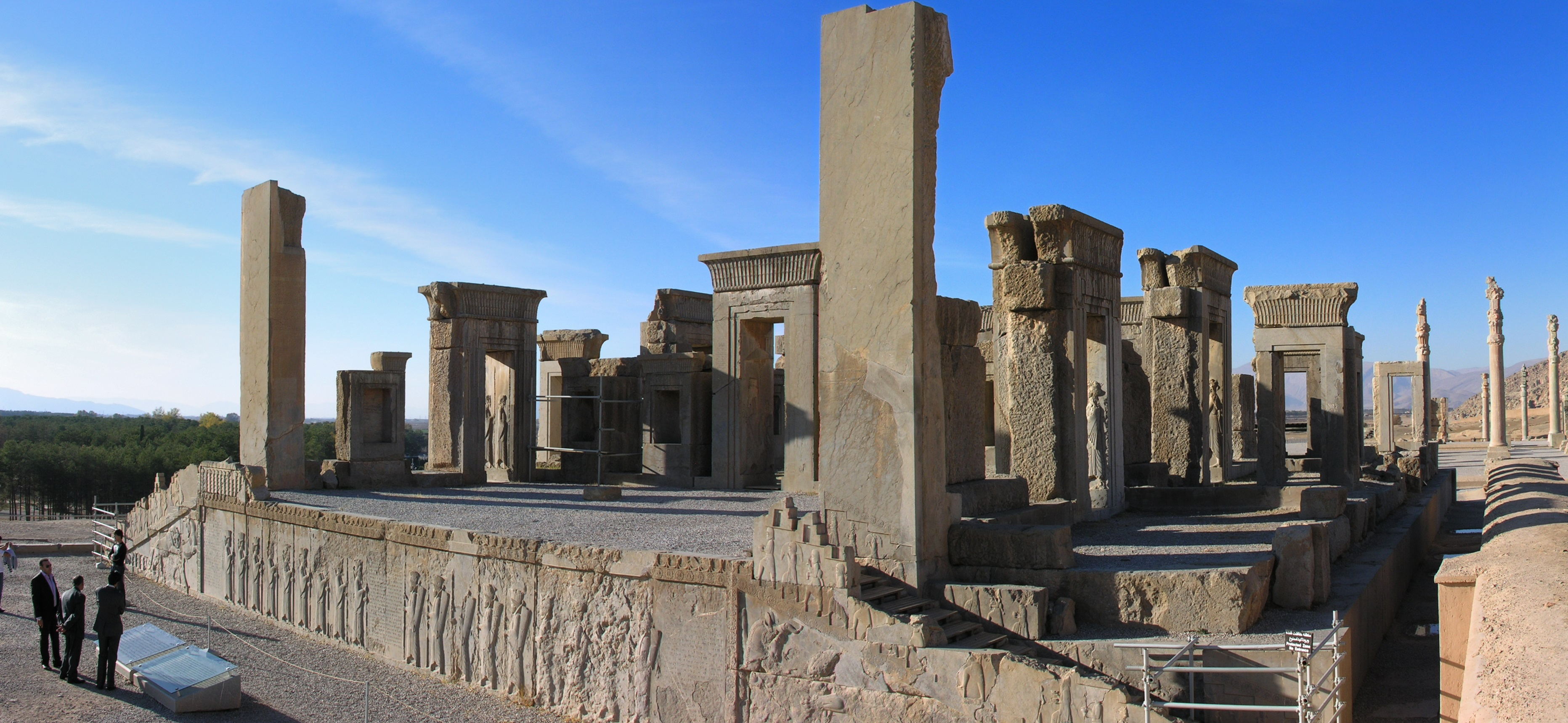
Руины Тачары[англ.], Персеполь
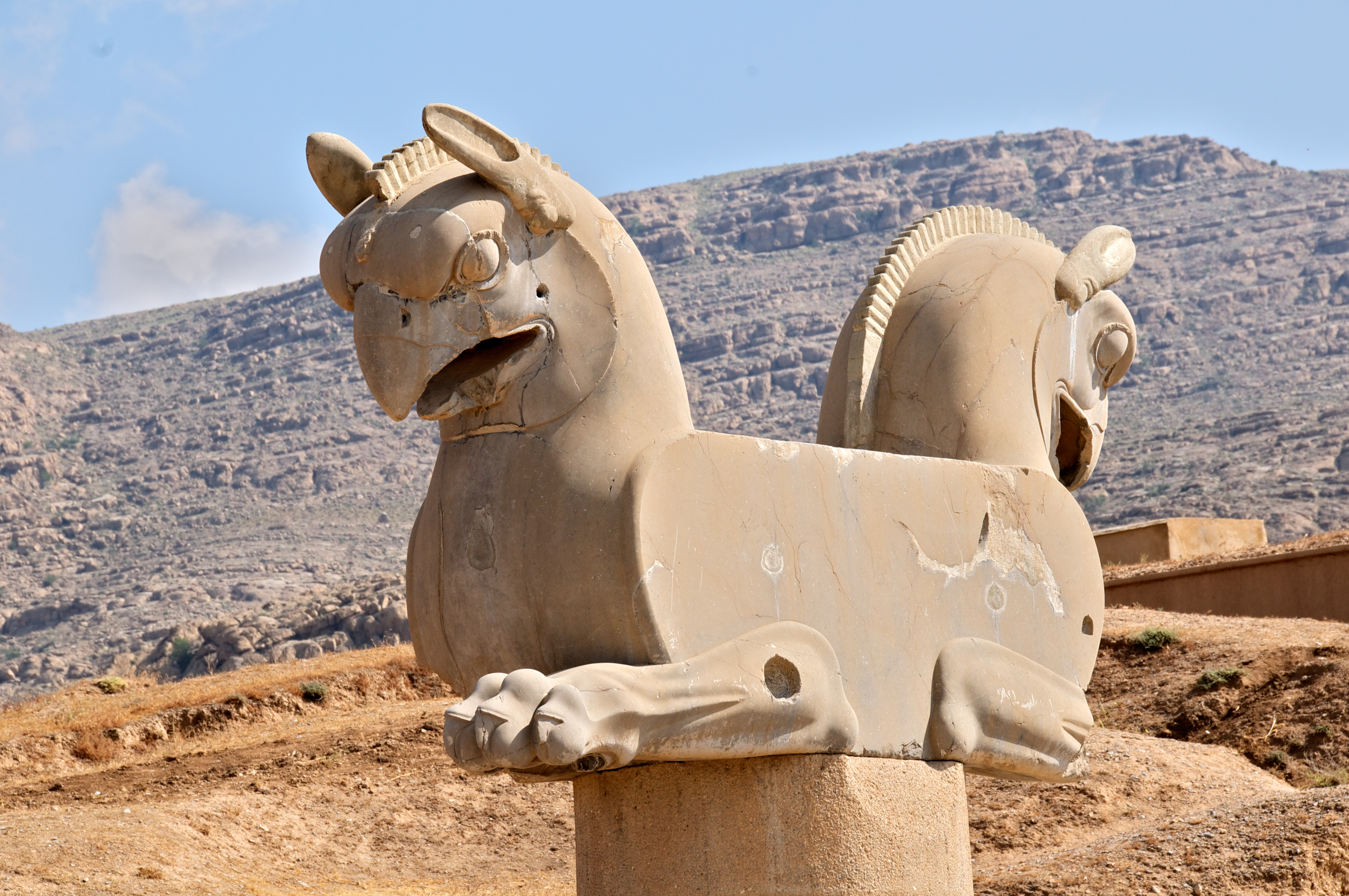
Капитель Хумай в Персеполе
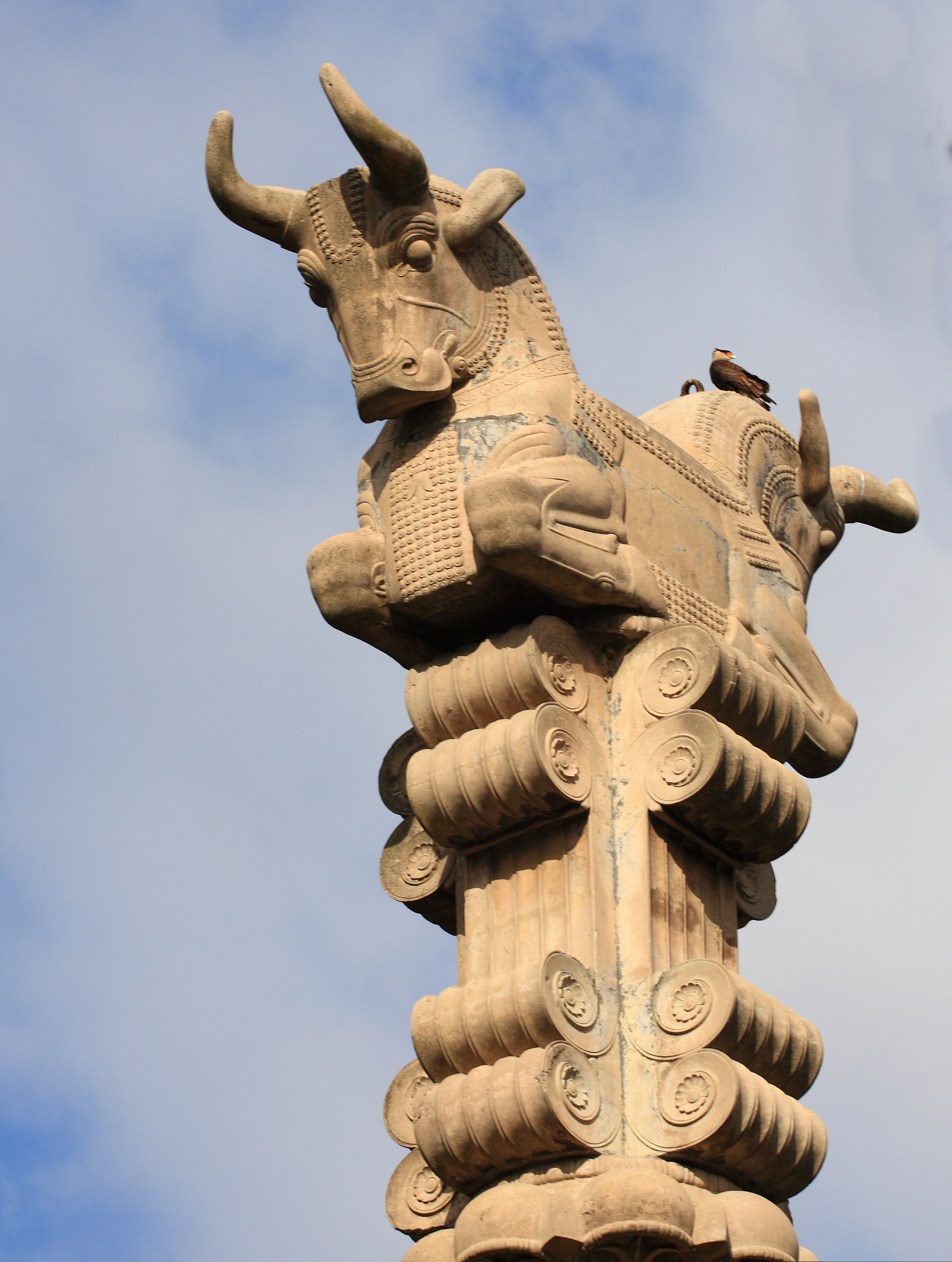
Бычья капитель в Персеполе
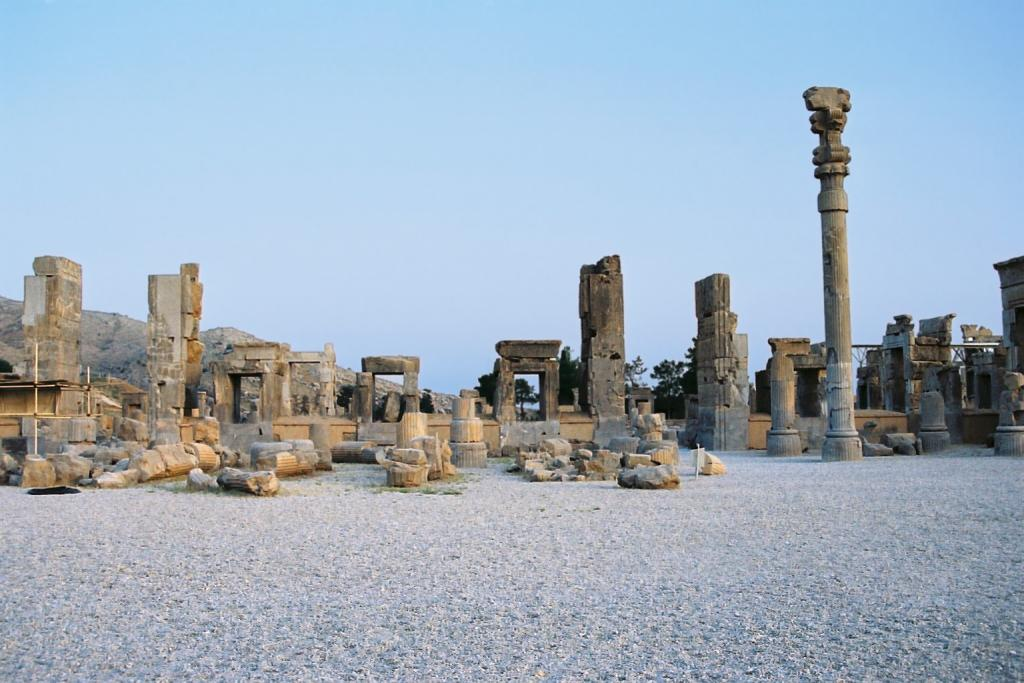
Руины Зала Сто Колонн, Персеполь

Музеи (за пределами Ирана), где выставлены материалы из Персеполя
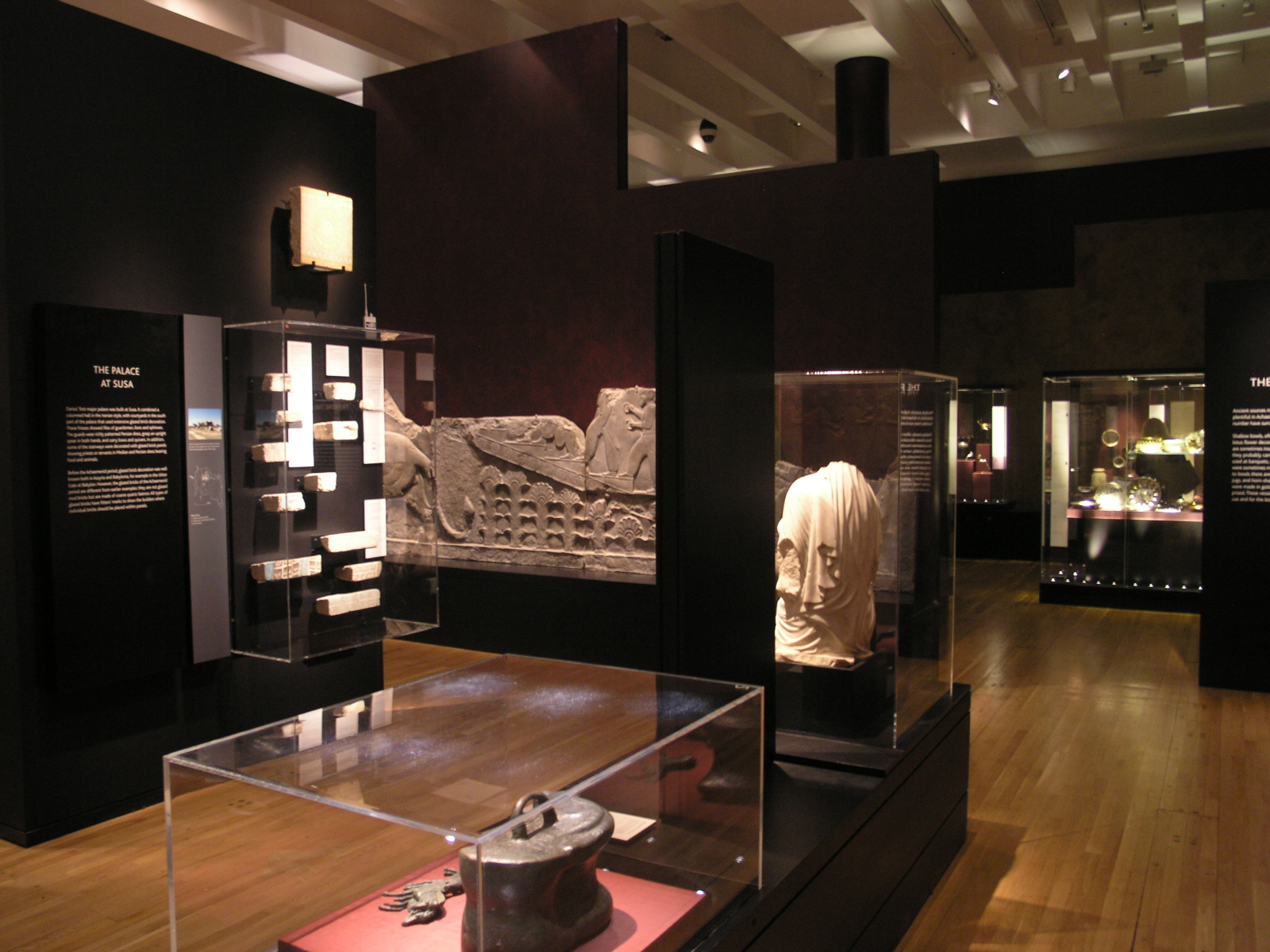
Выставка забытой империи, Британский музей
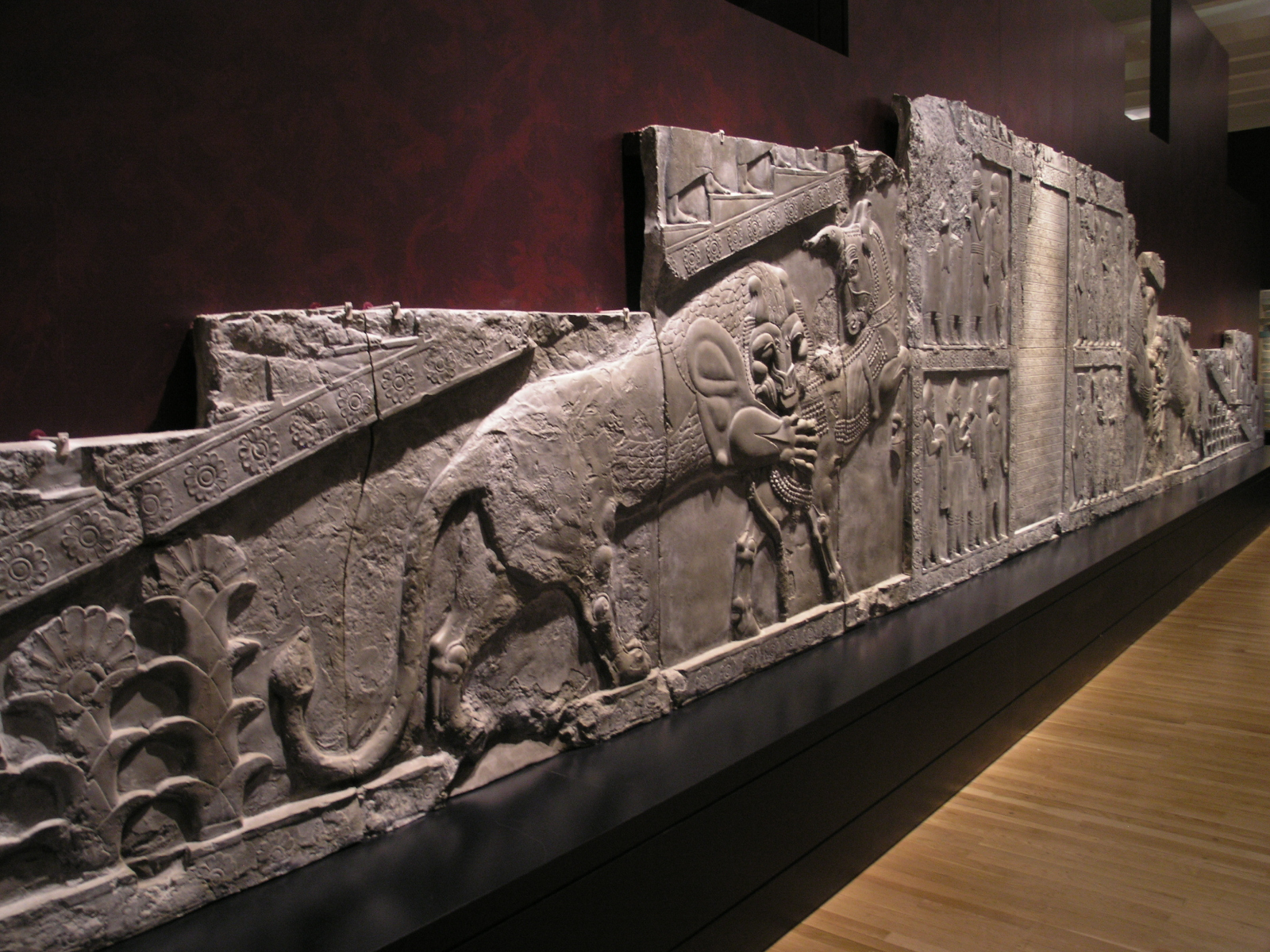
Выставка забытой империи, Британский музей
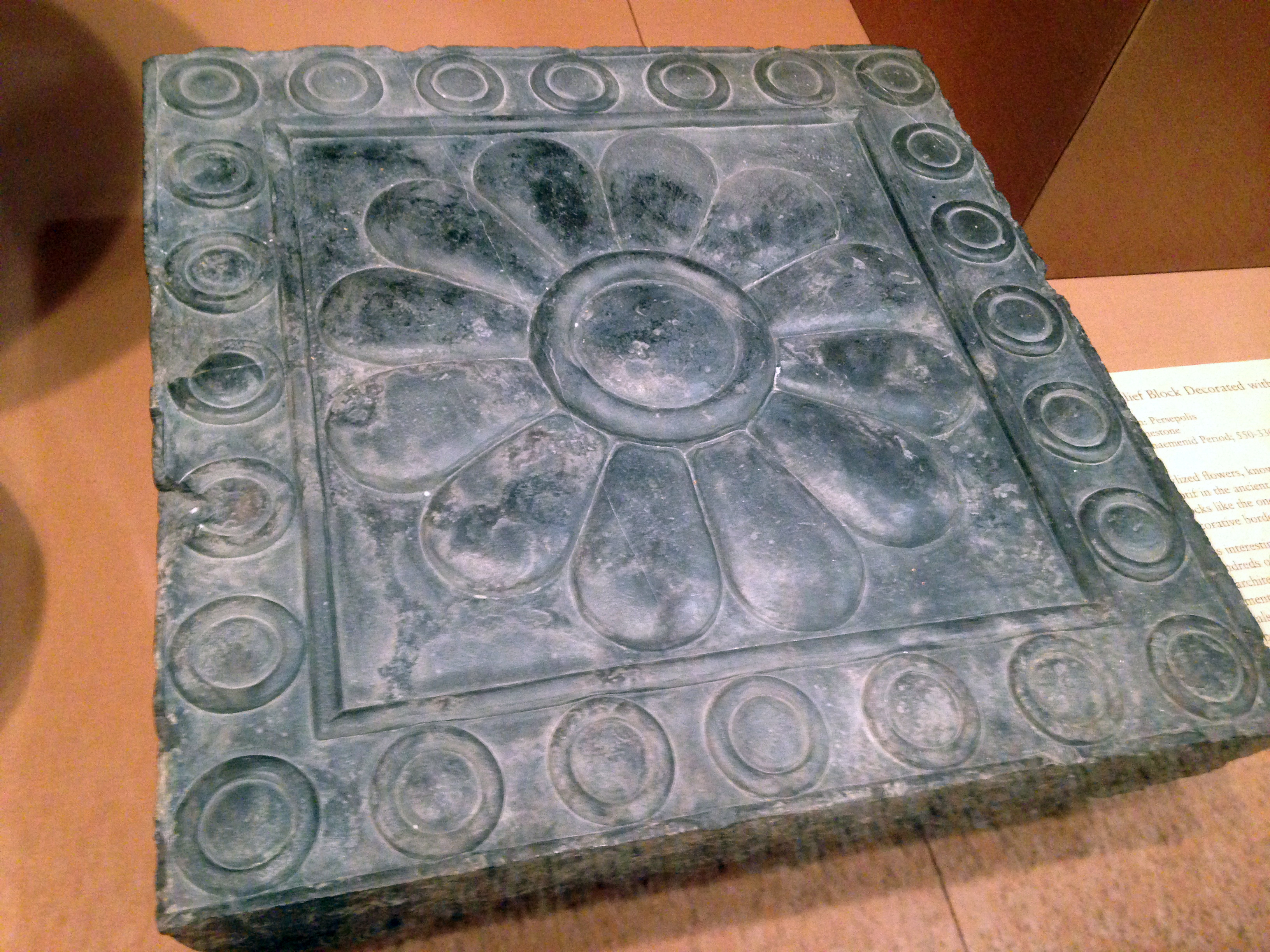
Персепольская розетка с рельефом, хранящаяся в Восточном институте
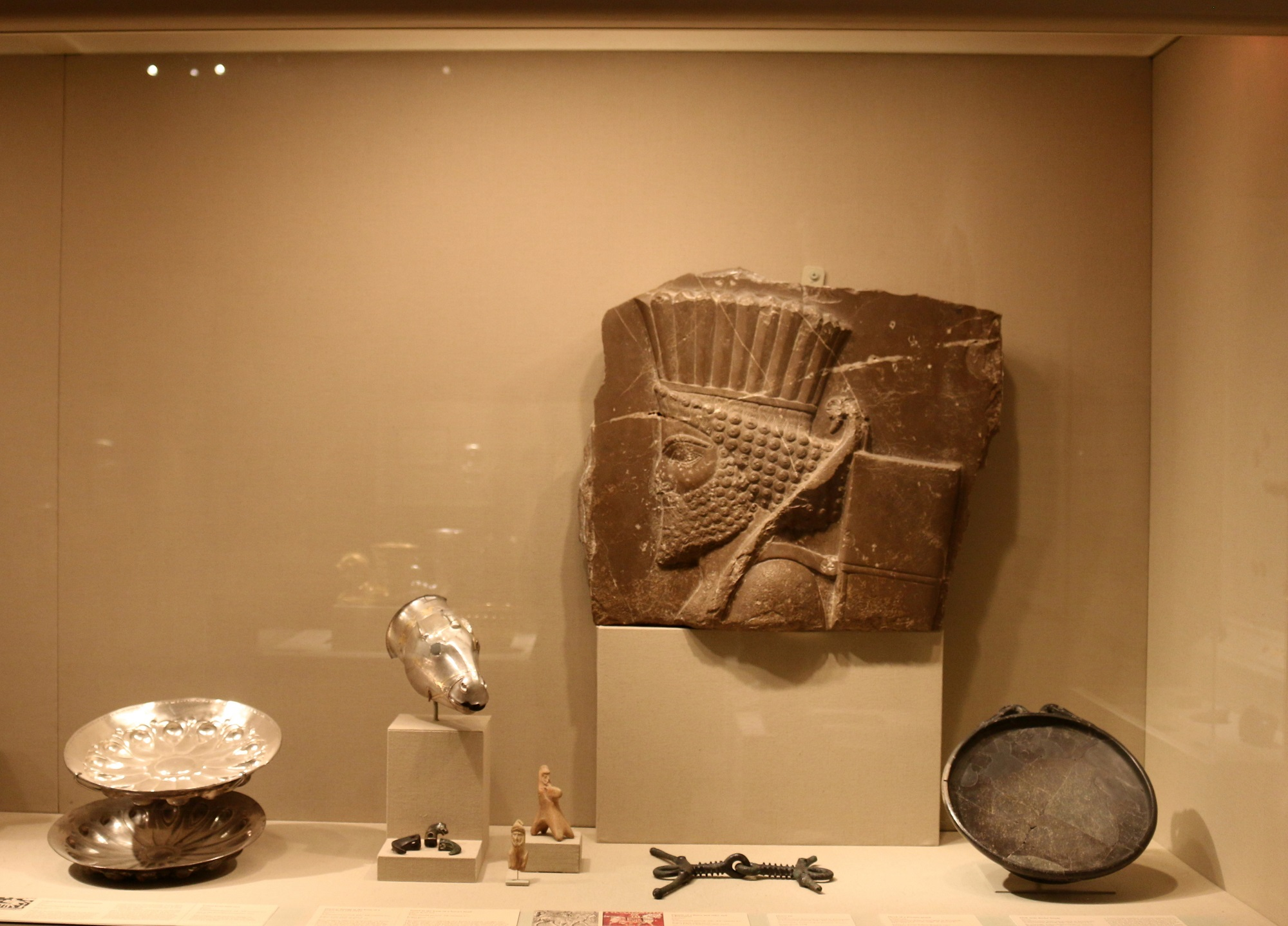
Объекты Ахеменидов в Музее Метрополитен, Нью-Йорк, в том числе барельеф из Персеполя

## Общий вид

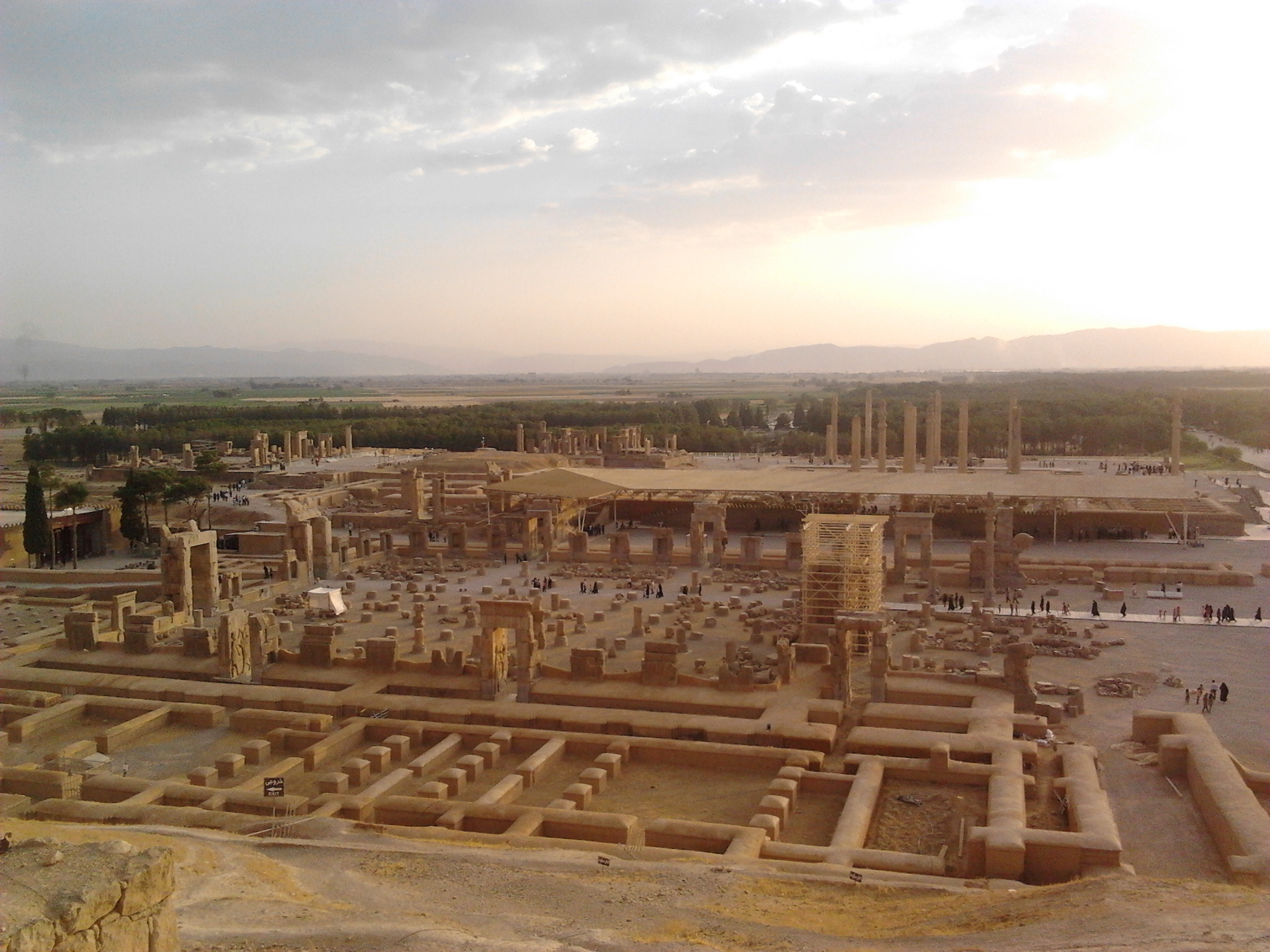
Общий вид руин в Персеполе
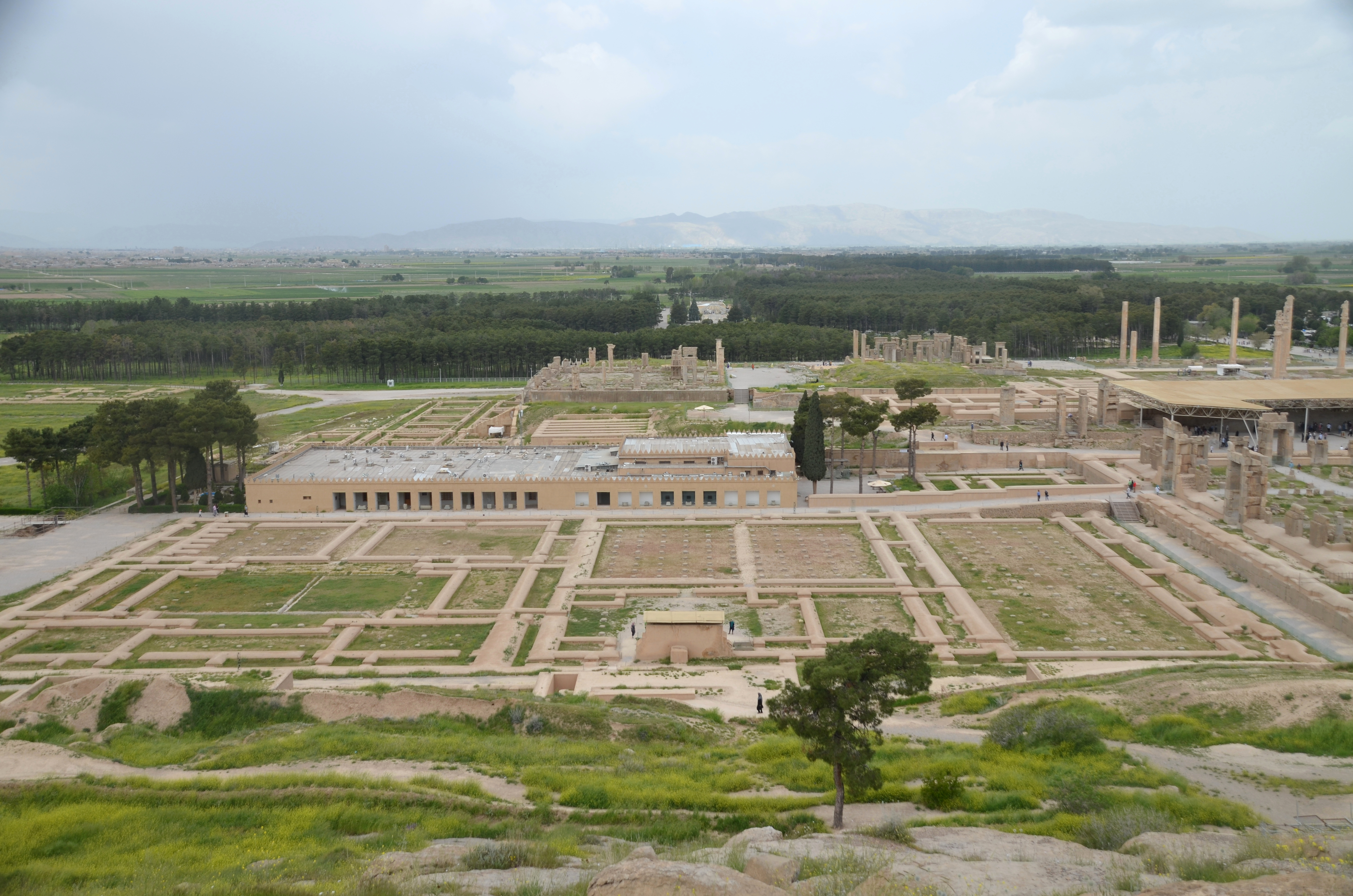
Общий вид руин в Персеполе
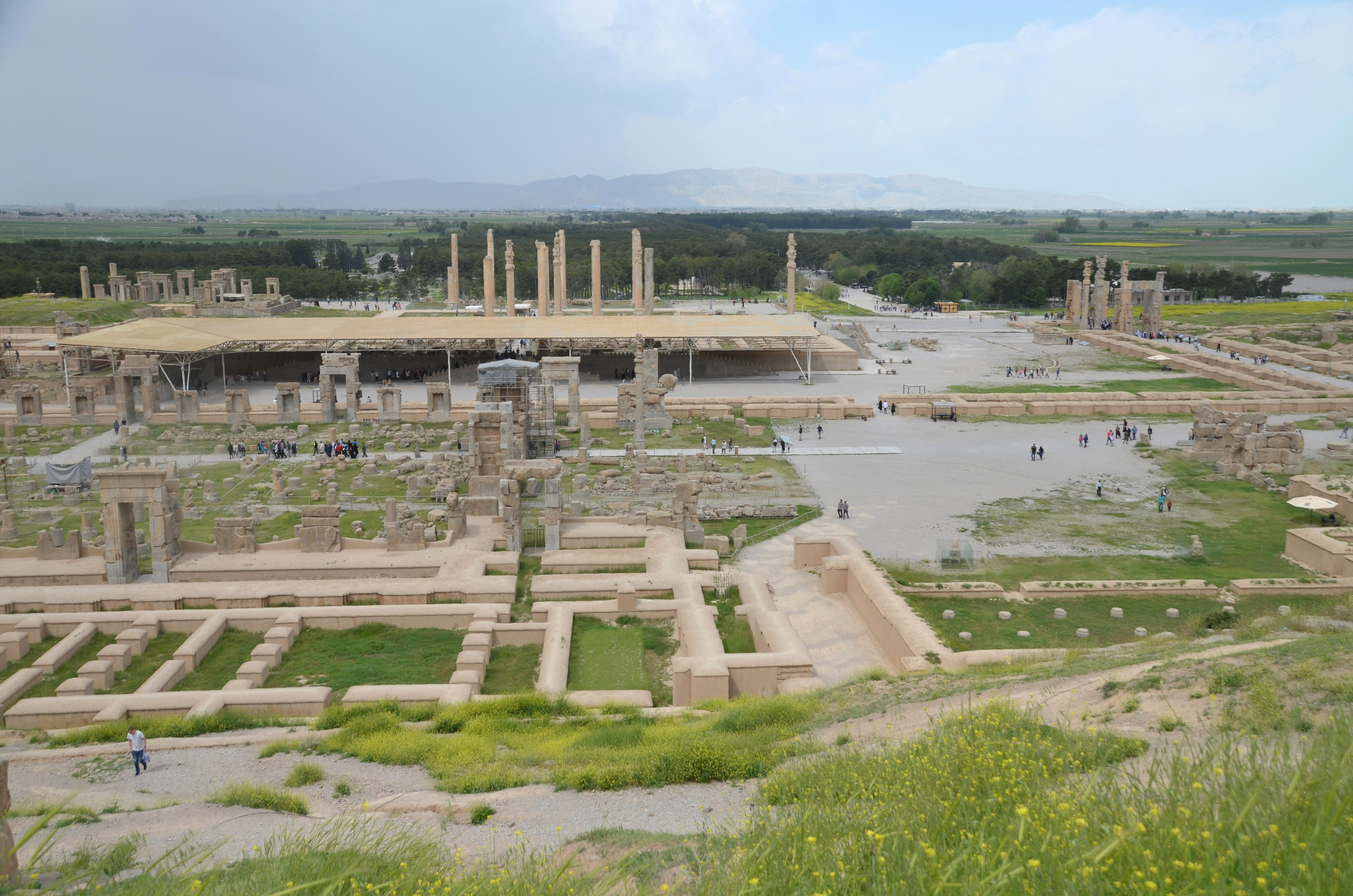
Общий вид руин в Персеполе
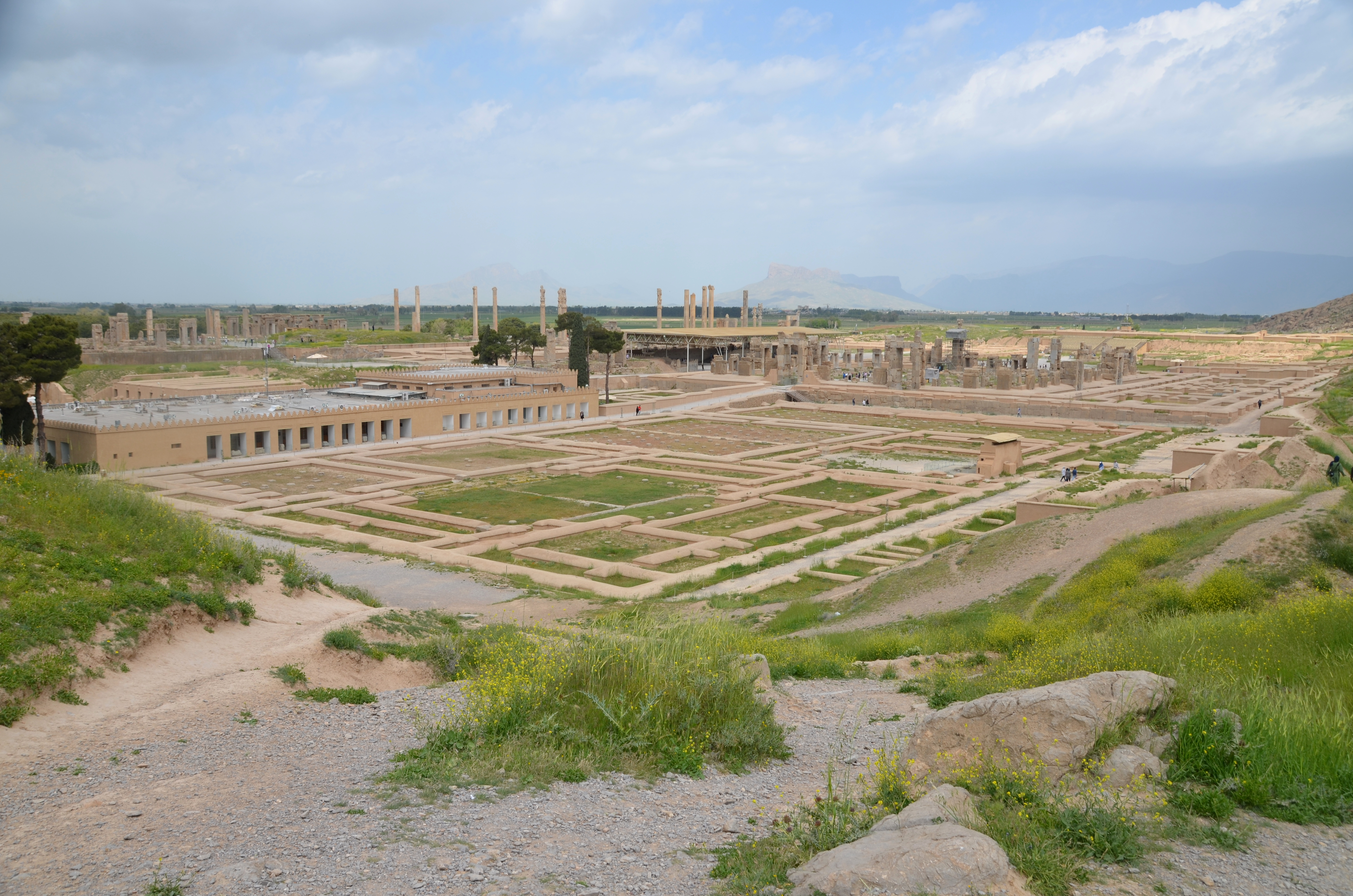
Общий вид руин в Персеполе